# Giải bóng đá Vô địch Quốc gia 2021
Giải bóng đá Vô địch Quốc gia 2021, tên chính thức là Giải bóng đá Vô địch Quốc gia LS 2021 (tiếng Anh: LS V.League 1 – 2021) vì lý do tài trợ, là mùa giải chuyên nghiệp thứ 21 và là mùa giải thứ 38 của V.League 1. Đây là năm thứ hai liên tiếp tập đoàn LS Holdings là nhà tài trợ chính của giải đấu. Đội vô địch V.League 1 mùa giải này sẽ giành quyền dự vòng bảng của AFC Champions League 2022.
Vào ngày 24 tháng 8 năm 2021, 14/14 câu lạc bộ tham dự đã thông qua việc dừng mùa giải vô địch quốc gia 2021 vì những tác động đại dịch COVID-19 tại Việt Nam, và quyết định chính thức có hiệu lực vào ngày 23 tháng 9. Đây là lần đầu tiên V.League không thể hoàn thành trọn vẹn một mùa giải kể từ khi giải đấu chuyển sang mô hình chuyên nghiệp vào năm 2000.

## Thay đổi trước mùa giải

### Thay đổi đội bóng

#### Đến V.League 1
Thăng hạng từ V.League 2 - 2020
- Topenland Bình Định

#### Từ V.League 1
Xuống hạng đến V.League 2 - 2021
- Quảng Nam

### Tên gọi
- Thanh Hóa đổi tên thành Đông Á Thanh Hóa do có đơn vị chủ quản mới là Công ty Cổ phần Thể thao Đông Á.[5]
- Bình Định đổi tên thành Topenland Bình Định.
- Dược Nam Hà Nam Định đổi lại tên cũ là Nam Định.

### Thể thức thi đấu
Giải đấu áp dụng thể thức của mùa giải 2020 nhưng với một số thay đổi:
- Giai đoạn 1: Gồm 13 lượt trận, kết quả này sẽ chia 14 đội thành 2 nhóm: 6 đội xếp trên vào Nhóm A, 8 đội còn lại vào Nhóm B (thay vì 8 đội Nhóm A và 6 đội Nhóm B như năm 2020). Điểm số của các đội được giữ nguyên khi bước vào giai đoạn 2.
- Giai đoạn 2:
  - Nhóm A (Tranh chức vô địch): Các đội thi đấu vòng tròn một lượt 5 vòng đấu, 3 đội đứng đầu giai đoạn một thi đấu 3 trận sân nhà, ba đội còn lại thi đấu 2 trận sân nhà. Đội vô địch sẽ đại diện cho Việt Nam tham dự AFC Champions League 2022, đội á quân sẽ thi đấu tại AFC Cup 2022.
  - Nhóm B (Tranh suất trụ hạng): Có 1 suất xuống hạng. Các đội thi đấu vòng tròn một lượt 7 vòng đấu. Các đội hạng 7-10 giai đoạn một thi đấu 4 trận sân nhà, bốn đội còn lại thi đấu 3 trận sân nhà. Đội đứng thứ 14 sẽ xuống hạng, thi đấu tại V.League 2 mùa giải 2022.

Tuy nhiên, khi giai đoạn 1 chỉ còn 1 vòng đấu thì giải đã được thông báo là bị hủy vì đại dịch COVID-19 tại Việt Nam.

## Các đội tham dự

### Sân vận động
| Đội bóng              | Địa điểm                       | Sân vận động      | Sức chứa |
| --------------------- | ------------------------------ | ----------------- | -------- |
| Becamex Bình Dương    | Thủ Dầu Một, Bình Dương        | Gò Đậu            | 18.250   |
| Hà Nội                | Quận Đống Đa, Hà Nội           | Hàng Đẫy          | 22.500   |
| Hải Phòng             | Quận Ngô Quyền, Hải Phòng      | Lạch Tray         | 30.000   |
| Hoàng Anh Gia Lai     | Pleiku, Gia Lai                | Pleiku            | 12.000   |
| Thành phố Hồ Chí Minh | Quận 10, Thành phố Hồ Chí Minh | Thống Nhất        | 25.000   |
| Nam Định              | Thành phố Nam Định, Nam Định   | Thiên Trường      | 30.000   |
| Topenland Bình Định   | Quy Nhơn, Bình Định            | Quy Nhơn          | 20.000   |
| Topenland Bình Định   | Nha Trang, Khánh Hòa           | 19 tháng 8 (mượn) | 15.000   |
| Sài Gòn               | Quận 10, Thành phố Hồ Chí Minh | Thống Nhất        | 25.000   |
| Hồng Lĩnh Hà Tĩnh     | Thành phố Hà Tĩnh, Hà Tĩnh     | Hà Tĩnh           | 20.000   |
| SHB Đà Nẵng           | Cẩm Lệ, Đà Nẵng                | Hòa Xuân          | 20.000   |
| Sông Lam Nghệ An      | Vinh, Nghệ An                  | Vinh              | 18.000   |
| Đông Á Thanh Hóa      | Thành phố Thanh Hóa, Thanh Hóa | Thanh Hóa         | 14.000   |
| Than Quảng Ninh       | Cẩm Phả, Quảng Ninh            | Cẩm Phả           | 16.000   |
| Viettel               | Quận Đống Đa, Hà Nội           | Hàng Đẫy          | 22.500   |
| Viettel               | Việt Trì, Phú Thọ              | Việt Trì (mượn)   | 16.000   |

### Nhân sự, nhà tài trợ và áo đấu
Lưu ý: Cờ cho biết đội tuyển quốc gia như đã được xác định theo quy tắc đủ điều kiện FIFA. Cầu thủ có thể có nhiều quốc tịch không thuộc FIFA.
| Đội bóng              | Huấn luyện viên    | Đội trưởng        | Nhà sản xuất áo đấu | Nhà tài trợ chính (trên áo đấu)                                |
| --------------------- | ------------------ | ----------------- | ------------------- | -------------------------------------------------------------- |
| Becamex Bình Dương    | Nguyễn Thanh Sơn   | Nguyễn Tiến Linh  | Kamito              | Becamex IDC                                                    |
| Đông Á Thanh Hóa      | Ljupko Petrović    | Nguyễn Minh Tùng  | Jogarbola           | Dong A Group                                                   |
| Hải Phòng             | Phạm Anh Tuấn      | Nguyễn Văn Toản   | Jogarbola           |                                                                |
| Hà Nội                | Park Choong-kyun   | Nguyễn Văn Quyết  | Jogarbola           | T&T Group, Gạo A An, Vinawind, Bamboo Airways, Cảng Quảng Ninh |
| Hoàng Anh Gia Lai     | Kiatisuk Senamuang | Lương Xuân Trường | Mizuno              | Red Bull                                                       |
| Thành phố Hồ Chí Minh | Trần Minh Chiến    | Sầm Ngọc Đức      | Kelme               | CityLand, Bamboo Airways, Vạn Thịnh Phát, ESSOCO               |
| Hồng Lĩnh Hà Tĩnh     | Nguyễn Thành Công  | Đinh Thanh Trung  | Kelme               | Casla Quartz                                                   |
| Nam Định              | Nguyễn Văn Sỹ      | Mai Xuân Quyết    | Kelme               | Dược Nam Hà                                                    |
| Sài Gòn               | Phùng Thanh Phương | Cao Văn Triền     |                     | SCB, Eneos, Văn Lang University                                |
| SHB Đà Nẵng           | Phan Thanh Hùng    | Hoàng Minh Tâm    | Kamito              | SHB                                                            |
| Sông Lam Nghệ An      | Nguyễn Huy Hoàng   | Hoàng Văn Khánh   | Mitre               | TH True JUICE Milk                                             |
| Topenland Bình Định   | Nguyễn Đức Thắng   | Hồ Tấn Tài        | Kamito              | Topenland, Hưng Thịnh Land                                     |
| Viettel               | Trương Việt Hoàng  | Bùi Tiến Dũng     | FBT                 | Viettel                                                        |

### Thay đổi huấn luyện viên
| Đội bóng              | Huấn luyện viên đi             | Hình thức | Ngày đi           | Vị trí xếp hạng | Huấn luyện viên đến | Ngày đến          | Ghi chú                 |
| --------------------- | ------------------------------ | --------- | ----------------- | --------------- | ------------------- | ----------------- | ----------------------- |
| Hoàng Anh Gia Lai     | Dương Minh Ninh Nguyễn Văn Đàn | Tạm quyền | Tháng 11, 2020    | Trước mùa giải  | Kiatisuk Senamuang  | Tháng 11, 2020    |                         |
| Thành phố Hồ Chí Minh | Chung Hae-seong                | Từ chức   | 12 tháng 11, 2020 | Trước mùa giải  | Alexandré Pölking   | 2 tháng 12, 2020  |                         |
| Đông Á Thanh Hóa      | Mai Xuân Hợp                   | Tạm quyền | 26 tháng 11, 2020 | Trước mùa giải  | Ljupko Petrović     | 26 tháng 11, 2020 |                         |
| Nam Định              | Phạm Hồng Phú                  | Tạm quyền | 14 tháng 12, 2020 | Trước mùa giải  | Nguyễn Văn Sỹ       | 14 tháng 12, 2020 |                         |
| Than Quảng Ninh       | Phan Thanh Hùng                | Từ chức   | 16 tháng 12, 2020 | Trước mùa giải  | Hoàng Thọ           | 16 tháng 12, 2020 |                         |
| Becamex Bình Dương    | Nguyễn Thanh Sơn               | Tạm quyền | 20 tháng 12, 2020 | Trước mùa giải  | Phan Thanh Hùng     | 20 tháng 12, 2020 | [ 6 ]                   |
| Sài Gòn               | Vũ Tiến Thành                  |           | 25 tháng 2, 2021  | Thứ 9           | Masahiro Shimoda    | 25 tháng 2, 2021  | [ 7 ]                   |
| Sài Gòn               | Masahiro Shimoda               | Sa thải   | 30 tháng 3, 2021  | Thứ 9           | Phùng Thanh Phương  | 30 tháng 3, 2021  | [ 8 ]                   |
| Hà Nội                | Chu Đình Nghiêm                | Sa thải   | 4 tháng 4, 2021   | Thứ 7           | Hoàng Văn Phúc      | 4 tháng 4, 2021   | Tạm quyền               |
| Hồng Lĩnh Hà Tĩnh     | Phạm Minh Đức                  | Từ chức   | 12 tháng 4, 2021  | Thứ 14          | Nguyễn Thành Công   | 14 tháng 4, 2021  | Chuyển đến đội bóng mới |
| Becamex Bình Dương    | Phan Thanh Hùng                | Từ chức   | 14 tháng 4, 2021  | Thứ 6           | Nguyễn Thanh Sơn    | 14 tháng 4, 2021  | [ 13 ]                  |
| Hà Nội                | Hoàng Văn Phúc                 | Tạm quyền | 20 tháng 4, 2021  | Thứ 8           | Park Choong-kyun    | 20 tháng 4, 2021  | [ 14 ]                  |
| Sông Lam Nghệ An      | Ngô Quang Trường               | Từ chức   | 30 tháng 4, 2021  | Thứ 14          | Nguyễn Huy Hoàng    | 30 tháng 4, 2021  | Tạm quyền               |
| SHB Đà Nẵng           | Lê Huỳnh Đức                   | Từ chức   | 3 tháng 5, 2021   | Thứ 9           | Phan Thanh Hùng     | 3 tháng 5, 2021   | Chuyển đến đội bóng mới |

### Cầu thủ nước ngoài
Tên cầu thủ in đậm cho biết cầu thủ đã đăng ký trong kỳ chuyển nhượng giữa mùa.
| Câu lạc bộ            | Cầu thủ 1          | Cầu thủ 2              | Cầu thủ 3       | Cầu thủ 4 (cầu thủ châu Á) | Cầu thủ 5 (Cầu thủ nhập tịch Việt Nam) | Cầu thủ Việt kiều1                      | Cầu thủ cũ                      | Cầu thủ bị loại khỏi danh sách thi đấu |
| --------------------- | ------------------ | ---------------------- | --------------- | -------------------------- | -------------------------------------- | --------------------------------------- | ------------------------------- | -------------------------------------- |
| Topenland Bình Định   | Hendrio            | Rimario Gordon         | Ahn Byung-keon  |                            |                                        | Tony Le                                 |                                 |                                        |
| Becamex Bình Dương    | Ali Rabo           | Pape Omar Faye         | Victor Mansaray |                            |                                        |                                         |                                 |                                        |
| SHB Đà Nẵng           | Jean Almeida       | Rafaelson              | Hedipo          |                            |                                        |                                         | Hedipo Papa Ibou Kébé Claudecir |                                        |
| Hoàng Anh Gia Lai     | Washington Brandão | Kim Dongsu             | Damir Memović   |                            | Suleiman Abdullahi                     | Steven Dang                             |                                 |                                        |
| Hải Phòng             | Andre Fagan        | Jermie Lynch           | Joseph Mpande   |                            |                                        | Adriano Schmidt Andrey Nguyen Martin Lò | Diego Silva                     |                                        |
| Hà Nội                | Bruno Cantanhede   | Geovane Magno          | Moses Oloya     |                            |                                        |                                         |                                 |                                        |
| Viettel               | Bruno Matos        | Caíque                 | Pedro Paulo     | Jahongir Abdumominov       |                                        |                                         | Luizão                          |                                        |
| Hồng Lĩnh Hà Tĩnh     | Chevaughn Walsh    | Ismahil Akinade        | Kelly Kester    |                            |                                        |                                         | Claudecir                       |                                        |
| Thành phố Hồ Chí Minh | Brendon Lucas      | Patrick Leonardo       | João Paulo      |                            |                                        | Lee Nguyen                              | Dário Junior Junior Barros      | Papé Diakité                           |
| Sài Gòn               | Thiago Melo        | Papa Ibou Kébé         | Papé Diakité    | Daisuke Matsui             | Gastón Merlo                           |                                         | Hiroyuki Takasaki Woo Sang-ho   | Karube Ryutaro                         |
| Nam Định              | Rodrigo Dias       | Wesley dos Santos      | Oussou Konan    |                            |                                        |                                         | Gramoz Kurtaj                   |                                        |
| Sông Lam Nghệ An      | Felipe Martins     | Peter Samuel Onyekachi | Michael Olaha   |                            |                                        |                                         | Igor Jelić                      | Bruno Henrique                         |
| Than Quảng Ninh       | Diogo Pereira      | Eydison                | Gustavo Santos  |                            | Geoffrey Kizito                        | Mạc Hồng Quân                           | Patrick Leonardo                |                                        |
| Đông Á Thanh Hóa      | Zé Paulo           | Louis Ewonde           | Gramoz Kurtaj   |                            | Samson Kayode                          |                                         | Chevaughn Walsh                 |                                        |

^1  Cầu thủ Việt kiều được tính là nội binh.

### Đội hình
Mỗi câu lạc bộ được đăng ký từ 20 đến 30 cầu thủ, trong đó tối thiểu 3 thủ môn, tối đa 3 cầu thủ nước ngoài và 1 cầu thủ nhập tịch. Riêng ba câu lạc bộ tham dự các giải đấu cấp câu lạc bộ châu Á là Viettel, Hà Nội và Sài Gòn được đăng ký thêm một cầu thủ châu Á nước ngoài.

## Những ảnh hưởng của dịch COVID-19

### Vòng 3 - Giai đoạn 1
Vào ngày 28 tháng 1 năm 2021, ban điều hành các giải bóng đá chuyên nghiệp quốc gia 2021 đã thông báo hoãn trận Than Quảng Ninh gặp Thành phố Hồ Chí Minh thuộc vòng 3 giai đoạn 1, được tổ chức tại sân Cẩm Phả vào ngày 30 tháng 1 sau khi phát hiện các ca mắc COVID-19 mới tại Quảng Ninh. Ngày hôm sau (29 tháng 1), các trận đấu ban đầu được dự kiến tổ chức không khán giả gồm SHB Đà Nẵng – Hồng Lĩnh Hà Tĩnh vào ngày 29 tháng 1, Hải Phòng – Hà Nội ngày 30 tháng 1, và Viettel – Becamex Bình Dương ngày 31 tháng 1 cũng được quyết định tạm hoãn.
Ngày 30 tháng 1 năm 2021, trận đấu Hoàng Anh Gia Lai gặp Topenland Bình Định vào ngày 31 tháng 1 năm 2021 được thông báo tạm hoãn. Hai trận đấu còn lại diễn ra vào ngày 30 tháng 1 (Đông Á Thanh Hóa - Nam Định trên sân Thanh Hoá và Sài Gòn - Sông Lam Nghệ An trên sân Thống Nhất) diễn ra trong điều kiện không có khán giả để đảm bảo an toàn.

### Kế hoạch tổ chức giai đoạn 2
Ngày 19 tháng 7 năm 2021, Công ty VPF đã gửi Công văn, Phiếu xin ý kiến đến 27 câu lạc bộ Ngoại hạng và Hạng Nhất tham dự mùa giải bóng đá chuyên nghiệp Quốc gia 2021, cùng các cổ đông của Công ty VPF về dự kiến phương án, kế hoạch tiếp tục tổ chức các giải Bóng đá Chuyên nghiệp Quốc gia 2021. Trước đó, ngày 17 tháng 7, Công ty VPF đã nhận được phiếu xin ý kiến các thành viên Hội đồng Quản trị về dự kiến kế hoạch với đa số phiếu thống nhất cao.
Điều kiện về quỹ thời gian cho thấy từ ngày 23 tháng 8 năm 2021 cho đến hết ngày 1 tháng 2 năm 2022, liên tục là kế hoạch thi đấu cùng với thời gian thực hiện quy định cách ly y tế của Đội tuyển Quốc gia khi tham dự các trận đấu, giải đấu quốc tế. Vì vậy, nhằm đảm bảo mục tiêu nỗ lực tìm phương án để hoàn thành công tác tổ chức các giải đấu 2021 khi tình hình dịch bệnh được kiểm soát và được sự cho phép của Chính phủ cùng các cơ quan chức năng liên quan; Công ty VPF đã xây dựng phương án kế hoạch tiếp tục tổ chức các Giải Bóng đá Chuyên nghiệp 2021, dự kiến trở lại từ ngày 20 tháng 11 năm 2021 bằng các trận đấu bù Vòng 7 Giai đoạn 1 của Giải HNQG 2021 và kết thúc vào ngày 18 tháng 3 năm 2022 bằng trận chung kết Cúp Quốc gia B 2021. Cụ thể kế hoạch dự kiến thời gian tiếp tục tiến hành Giải đấu như sau:
- 12 tháng 2 năm 2022: Bắt đầu bằng các trận đấu Bù Vòng 13 Giai đoạn 1.
- 16 tháng 2 - 12 tháng 3 năm 2022: Thi đấu tách nhóm A, B và kết thúc Giai đoạn 2 (Kết thúc Giải).

### Quyết định hủy giải
Vào ngày 24 tháng 8 năm 2021, VFF và VPF đã họp trực tuyến để lấy ý kiến của các câu lạc bộ về việc có tiếp tục tổ chức giải đấu hay không. Kết quả, 14/14 câu lạc bộ đồng ý với việc dừng giải đấu và vào tối cùng ngày thì VFF và VPF chính thức thông báo giải đấu đã bị hủy vì đại dịch COVID-19 tại Việt Nam, lần đầu tiên kể từ khi V.League lên chuyên nghiệp năm 2000.

## Bốc thăm
Lễ bốc thăm xếp lịch thi đấu diễn ra vào lúc 14 giờ ngày 12 tháng 12 năm 2020 tại Hà Nội.

### Nguyên tắc bốc thăm
Mỗi đội bóng sẽ được bốc thăm vào một mã số từ 1 đến 14 để xếp lịch thi đấu giải bóng đá vô địch quốc gia LS 2021.
Với tư cách là đội vô địch giải đấu năm 2020, Viettel sẽ được thi đấu trận khai mạc giải vô địch quốc gia LS 2021 trên sân nhà Hàng Đẫy. Đồng thời, những đội bóng đăng ký sử dụng chung sân nhà gồm Viettel – Hà Nội và Thành phố Hồ Chí Minh – Sài Gòn sẽ được cố định các cặp mã số đối để đảm bảo công tác tổ chức trận đấu.

### Thứ tự bốc thăm
Gồm 5 lượt:
- Lượt 1: Câu lạc bộ Viettel sẽ được bốc thăm ngẫu nhiên vào mã số 1 hoặc 13 để thi đấu trận khai mạc. Hà Nội sẽ mang mã số 2 nếu Viettel được bốc vào mã số 1 và mang mã số 14 nếu Viettel được bốc vào mã số 13.
- Lượt 2: Hai câu lạc bộ Thành phố Hồ Chí Minh và Sài Gòn sẽ bốc thăm vào cặp mã số đối còn lại là 1 và 2 hoặc 13 và 14 tùy theo kết quả của lượt bốc thăm đầu tiên (ví dụ, nếu Viettel & Hà Nội mang mã số thi đấu 1 và 2 thì Thành phố Hồ Chí Minh & Sài Gòn sẽ được bốc thăm vào mã số 13 hoặc 14 và ngược lại).
- Lượt 3: Căn cứ vào đề xuất của câu lạc bộ Nam Định về việc không thi đấu hai trận trên sân nhà ở vòng đấu thứ 11 & 12 của giai đoạn 1 do sân vận động Thiên Trường đang cải tạo để chuẩn bị cho SEA Games 31 sẽ tổ chức tại Việt Nam, họ sẽ được bốc thăm ngẫu nhiên vào 1 trong 3 mã số 6, 8 và 10.
- Lượt 4: Căn cứ vào đề xuất của câu lạc bộ Topenland Bình Định về việc thi đấu trên sân khách tại lượt trận đầu tiên của giai đoạn 1 để đảm bảo kịp thời hoàn thiện công tác chuẩn bị cơ sở vật chất và sân đấu của sân vận động Quy Nhơn, họ sẽ được bốc thăm ngẫu nhiên vào 1 trong 5 mã số thi đấu 3, 4, 5, 7 và 11.
- Lượt 5: 8 câu lạc bộ còn lại sẽ được bốc thăm ngẫu nhiên vào những mã số còn trống.

Sau khi câu lạc bộ cuối cùng có được mã số thi đấu, lịch thi đấu chính thức sẽ được dựa vào đó để tổ chức giải bóng đá vô địch quốc gia 2021.

### Mã số thi đấu các đội
| Mã số | Đội                   |
| ----- | --------------------- |
| 01    | Sài Gòn               |
| 02    | Thành phố Hồ Chí Minh |
| 03    | Than Quảng Ninh       |
| 04    | Topenland Bình Định   |
| 05    | Đông Á Thanh Hóa      |
| 06    | Sông Lam Nghệ An      |
| 07    | Hải Phòng             |

| Mã số | Đội                |
| ----- | ------------------ |
| 08    | Becamex Bình Dương |
| 09    | Hồng Lĩnh Hà Tĩnh  |
| 10    | Nam Định           |
| 11    | Hoàng Anh Gia Lai  |
| 12    | SHB Đà Nẵng        |
| 13    | Viettel            |
| 14    | Hà Nội             |

## Phát sóng
Toàn bộ các trận đấu của LS V.League 1 - 2021 đều được trực tiếp trên các kênh truyền hình và nền tảng sau:

### Truyền hình
- VTV: VTV6, VTV5, VTV5 Tây Nguyên
- VTVCab: Bóng đá TV (SD và HD), Thể thao TV (SD và HD), Thể thao tin tức HD, Info TV, VTVCab 6.
- VTC: VTC3.
- Một số kênh truyền hình địa phương.

### Nền tảng trực tuyến
- Ứng dụng: VTV Go, VTV Sports, VTVcab ON, On Sports, VTC Now, Onme, TV360 và Next Sports.

## Khai mạc
Lễ khai mạc chính thức của giải đấu diễn ra lúc 19:00 ngày 16 tháng 1 tại sân vận động Hàng Đẫy, quận Đống Đa, thành phố Hà Nội, với trận đấu khai mạc diễn ra lúc 19:15 giữa Viettel và Hải Phòng.

## Bảng xếp hạng
| VT | Đội                   | ST | T | H | B | BT | BB | HS  | Đ  | Giành quyền tham dự                         |
| -- | --------------------- | -- | - | - | - | -- | -- | --- | -- | ------------------------------------------- |
| 1  | Hoàng Anh Gia Lai     | 12 | 9 | 2 | 1 | 23 | 9  | +14 | 29 | Lọt vào vòng bảng AFC Champions League 2022 |
| 2  | Viettel               | 12 | 8 | 2 | 2 | 16 | 9  | +7  | 26 | Lọt vào vòng bảng AFC Cup 2022              |
| 3  | Than Quảng Ninh       | 12 | 6 | 1 | 5 | 12 | 11 | +1  | 19 | Dừng hoạt động                              |
| 4  | Nam Định              | 12 | 6 | 0 | 6 | 23 | 21 | +2  | 18 |                                             |
| 5  | Becamex Bình Dương    | 12 | 5 | 2 | 5 | 14 | 17 | −3  | 17 |                                             |
| 6  | Đông Á Thanh Hóa      | 12 | 5 | 2 | 5 | 18 | 15 | +3  | 17 |                                             |
| 7  | Topenland Bình Định   | 12 | 4 | 4 | 4 | 10 | 9  | +1  | 16 |                                             |
| 8  | SHB Đà Nẵng           | 12 | 5 | 1 | 6 | 11 | 11 | 0   | 16 |                                             |
| 9  | Hà Nội                | 12 | 5 | 1 | 6 | 17 | 14 | +3  | 16 |                                             |
| 10 | Hồng Lĩnh Hà Tĩnh     | 12 | 4 | 3 | 5 | 16 | 17 | −1  | 15 |                                             |
| 11 | Thành phố Hồ Chí Minh | 12 | 4 | 2 | 6 | 14 | 17 | −3  | 14 |                                             |
| 12 | Hải Phòng             | 12 | 4 | 2 | 6 | 7  | 15 | −8  | 14 |                                             |
| 13 | Sài Gòn               | 12 | 4 | 1 | 7 | 6  | 14 | −8  | 13 |                                             |
| 14 | Sông Lam Nghệ An      | 12 | 3 | 1 | 8 | 7  | 15 | −8  | 10 |                                             |

1. 1 2  Kết quả đối đầu: Becamex Bình Dương 1-0 Thanh Hóa.
2. 1 2 3  Kết quả đối đầu: Topenland Bình Định 1-0 SHB Đà Nẵng, SHB Đà Nẵng 2-0 Hà Nội, Hà Nội 0-1 Topenland Bình Định.
Bảng xếp hạng đối đầu:
  - Topenland Bình Định: 6 điểm.
  - SHB Đà Nẵng: 3 điểm.
  - Hà Nội: 0 điểm.
3. 1 2  Kết quả đối đầu: Thành phố Hồ Chí Minh 3-0 Hải Phòng.

## Lịch thi đấu và kết quả

### Lịch thi đấu

##### Vòng 1
| 15 tháng 1 năm 2021 | Nam Định | 3–0                           | Hà Nội                 | Thành phố Nam Định, Nam Định                                             |  |
| 18:00               | - Đinh Văn Trường 12' - Gramoz Kurtaj 22', 90+1' - Rodrigo da Silva Dias 26' - Mai Xuân Quyết 73' - Đoàn Thanh Trường 79' | Chi tiết FULL HIGHLIGHTS BĐTV | - Phạm Thành Lương 78' | Sân vận động: Thiên Trường Lượng khán giả: 16.000 Trọng tài: Ngô Duy Lân |  |

| 16 tháng 1 năm 2021 | Sông Lam Nghệ An                                                                          | 1–1                                                  | Topenland Bình Định                                                                                                | Vinh, Nghệ An                                                     |  |
| 17:00               | - Hoàng Văn Khánh 16' - Phan Văn Đức 55' (ph.đ.) - Phạm Thế Nhật 77' - Phạm Xuân Mạnh 79' | Chi tiết FULL HIGHLIGHTS On Sports - VTC3, TheThaoTV | - Rimario Allando Gordon 30' 90' - Hồ Tấn Tài 41' - Trần Hoàng Sơn 51' - Phạm Văn Thành 72' - Nguyễn Xuân Kiên 75' | Sân vận động: Vinh Lượng khán giả: 4.000 Trọng tài: Hoàng Ngọc Hà |  |

| 16 tháng 1 năm 2021 | Becamex Bình Dương | 1–0                           | Đông Á Thanh Hóa     | Thủ Dầu Một, Bình Dương                                               |  |
| 17:00               | - Ali Rabo 4' - Tô Văn Vũ 15' - Pape Omar Faye 29' - Nguyễn Tiến Linh 45+1' - Trợ lý HLV Nguyễn Thanh Sơn 49' - Nguyễn Trọng Huy 69' - Ngô Hồng Phước 85' - Mansaray Victor Nabay 90+5' | Chi tiết FULL HIGHLIGHTS BĐTV | - Lê Quốc Phương 90' | Sân vận động: Gò Đậu Lượng khán giả: 7.000 Trọng tài: Trần Đình Thịnh |  |

| 16 tháng 1 năm 2021 | Viettel             | 0–1                                       | Hải Phòng                                     | Đống Đa, Hà Nội                                                          |  |
| 19:15               | - Dương Văn Hào 42' | Chi tiết FULL HIGHLIGHTS VTV6, VTV5, BĐTV | - Nguyễn Phú Nguyên 16' - Lê Quốc Hường 90+2' | Sân vận động: Hàng Đẫy Lượng khán giả: 5.000 Trọng tài: Nguyễn Đình Thái |  |

| 17 tháng 1 năm 2021 | SHB Đà Nẵng | 1–0                           | Thành phố Hồ Chí Minh                                                             | Cẩm Lệ, Đà Nẵng                                                           |  |
| 17:00               | - Hà Đức Chinh 17' - Trợ lý HLV Nguyễn Việt Thắng 41' - Nguyễn Công Nhật 64' - Nguyễn Tuấn Mạnh 77' - A Hoàng 85' - Rafaelson 90+3' | Chi tiết FULL HIGHLIGHTS BĐTV | - Diakite Pape Abdoulaye 3' - Sầm Ngọc Đức 29' - CBCM Pena Viegas Luis Filipe 31' | Sân vận động: Hòa Xuân Lượng khán giả: 12.000 Trọng tài: Nguyễn Viết Duẩn |  |

| 17 tháng 1 năm 2021 | Hồng Lĩnh Hà Tĩnh                                                                                      | 1–2                                                  | Than Quảng Ninh                                              | Thành phố Hà Tĩnh, Hà Tĩnh                                             |  |
| 18:00               | - Trần Phi Sơn 26' - Claudecir 30' - Nguyễn Trung Học 51' - Đào Văn Nam 56' - Giang Trần Quách Tân 74' | Chi tiết FULL HIGHLIGHTS On Sports - VTC3, TheThaoTV | - Phạm Nguyên Sa 62' - Eydison Teofilo Soares 82', 90+3' 85' | Sân vận động: Hà Tĩnh Lượng khán giả: 4.000 Trọng tài: Nguyễn Mạnh Hải |  |

| 17 tháng 1 năm 2021 | Sài Gòn                          | 1–0                                               | Hoàng Anh Gia Lai     | Quận 10, Thành phố Hồ Chí Minh                                          |  |
| 19:15               | - Đỗ Merlo 40' - Woo Sang-ho 53' | Chi tiết FULL HIGHLIGHTS VTV6, VTV5, VTV5TN, BĐTV | - Nguyễn Văn Việt 63' | Sân vận động: Thống Nhất Lượng khán giả: 14.500 Trọng tài: Vũ Nguyên Vũ |  |

##### Vòng 2
| 22 tháng 1 năm 2021 | Hoàng Anh Gia Lai                                                                                       | 2–1                                                                         | Sông Lam Nghệ An                                                                                | Pleiku, Gia Lai                                                    |  |
| 17:00               | - Lương Xuân Trường 60' - Trần Minh Vương 65' - Nguyễn Văn Toàn 80' - Washington Brandão Dos Santos 89' | Chi tiết FULL HIGHLIGHTS VTV6, VTV5, VTV5TN, BĐTV, BĐTVHD, On Sports - VTC3 | - Felipe Dos Santos Martins 17' - Thái Bá Sang 28' 36' - Phạm Thế Nhật 36' - Phạm Xuân Mạnh 65' | Sân vận động: Pleiku Lượng khán giả: 10.000 Trọng tài: Ngô Duy Lân |  |

| 23 tháng 1 năm 2021 | Topenland Bình Định                                                                             | 1–0                                                 | Sài Gòn                       | Nha Trang, Khánh Hòa                                                   |  |
| 17:00               | - Hồ Tấn Tài 4' 81' - Trần Đình Minh Hoàng 18' - Rimario Allando Gordon 54' - Lê Tiến Anh 90+3' | Chi tiết HIGHLIGHTS BĐTV, BĐTV HD, On Sports - VTC3 | - Thiago dos Santos Costa 45' | Sân vận động: 19 tháng 8 Lượng khán giả: 3.000 Trọng tài: Trần Văn Lập |  |

| 23 tháng 1 năm 2021 | Hải Phòng                                                                           | 3–2                                              | Nam Định                                                                   | Quận Ngô Quyền, Hải Phòng                                                 |  |
| 18:00               | - Phú Nguyên Nguyễn 14' - Nguyễn Bá Đức 27' - Andre Fagan 38' - Adriano Schmidt 74' | Chi tiết FULL HIGHLIGHTS TheThaoTV, TheThaoTV HD | - Rodrigo da Silva Dias 38' 89' - Phan Văn Hiếu 39' - Mai Xuân Quyết 90+2' | Sân vận động: Lạch Tray Lượng khán giả: 6.000 Trọng tài: Nguyễn Viết Duẩn |  |

| 23 tháng 1 năm 2021 | Hà Nội                                                         | 1–2                                   | Becamex Bình Dương                                                                                        | Đống Đa, Hà Nội                                                      |  |
| 19:15               | - Geovane Magno 26' - Bruno Cantanhede 40' - Trần Văn Kiên 70' | Chi tiết FULL HIGHLIGHTS BĐTV, BĐTVHD | - Ali Rabo 8' - Nguyễn Thanh Thảo 24' - Nguyễn Trọng Huy 49' - Victor Mansaray 52' - Nguyễn Tiến Linh 72' | Sân vận động: Hàng Đẫy Lượng khán giả: 4.500 Trọng tài: Vũ Nguyên Vũ |  |

| 24 tháng 1 năm 2021 | Đông Á Thanh Hóa      | 0–0                                                                 | Viettel                                              | Thành phố Thanh Hóa, Thanh Hóa                                             |  |
| 17:00               | - Hoàng Vũ Samson 84' | Chi tiết FULL HIGHLIGHTS VTV6, VTV5, BĐTV, BDTVHD, On Sports - VTC3 | - Nguyễn Trọng Hoàng 55' - Caíque Venâncio Lemes 68' | Sân vận động: Thanh Hóa Lượng khán giả: 10.000 Trọng tài: Hoàng Thanh Bình |  |

| 24 tháng 1 năm 2021 | Than Quảng Ninh | 0–1                                              | SHB Đà Nẵng                                                                               | Cẩm Phả, Quảng Ninh                                                     |  |
| 18:00               |                 | Chi tiết FULL HIGHLIGHTS TheThaoTV, TheThaoTV HD | - Võ Ngọc Toàn 50' - Rafaelson 55' - Hedipo Gustavo da Conceição 81' - Hà Đức Chinh 90+4' | Sân vận động: Cẩm Phả Lượng khán giả: 5.000 Trọng tài: Nguyễn Ngọc Châu |  |

| 24 tháng 1 năm 2021 | Thành phố Hồ Chí Minh                                                                  | 2–0                                   | Hồng Lĩnh Hà Tĩnh                | Quận 10, Thành phố Hồ Chí Minh                                                  |  |
| 19:15               | - Sầm Ngọc Đức 45' - Võ Huy Toàn 62' - Lâm Ti Phông 67' - Dário Frederico da Silva 71' | Chi tiết FULL HIGHLIGHTS BĐTV, BDTVHD | - Kelly Kester Oahimijie 17' 36' | Sân vận động: Thống Nhất Lượng khán giả: 6.000 Trọng tài: Nguyễn Trung Kiên (B) |  |

##### Vòng 3
| 30 tháng 1 năm 2021 | Đông Á Thanh Hóa                                                                   | 3–0                                               | Nam Định                                                               | Thành phố Thanh Hóa, Thanh Hóa                                    |  |
| 17:00               | - Hoàng Vũ Samson 10' - Trịnh Văn Lợi 65' - Lê Văn Thắng 67' - Nguyễn Hữu Dũng 87' | Chi tiết HIGHLIGHTS BĐTV, BĐTVHD, App Next Sports | - Nguyễn Đình Mạnh 28' - Nguyễn Đình Sơn 79' - Trần Đăng Đức Anh 90+3' | Sân vận động: Thanh Hóa Lượng khán giả: 0 Trọng tài: Trần Văn Lập |  |

| 30 tháng 1 năm 2021 | Sài Gòn                                                                                   | 1–0                                                | Sông Lam Nghệ An                        | Quận 10, Thành phố Hồ Chí Minh                                         |  |
| 19:15               | - Đỗ Merlo 8' 68' - Nguyễn Công Thành 41' - Thiago dos Santos Costa 75' - Woo Sang-ho 85' | Chi tiết HIGHLIGHTS BĐTV, BĐTV HD, App Next Sports | - Bùi Đình Châu 8' - Phạm Xuân Mạnh 41' | Sân vận động: Thống Nhất Lượng khán giả: 0 Trọng tài: Nguyễn Ngọc Châu |  |

| 13 tháng 3 năm 2021 | SHB Đà Nẵng                                 | 1–0                                                    | Hồng Lĩnh Hà Tĩnh   | Cẩm Lệ, Đà Nẵng                                                      |  |
| 17:00               | - Nguyễn Công Nhật 22' - Papa Ibou Kébé 38' | Chi tiết FULL HIGHLIGHTS BĐTV, BĐTVHD, App Next Sports | - Nguyễn Văn Vĩ 28' | Sân vận động: Hòa Xuân Lượng khán giả: 2.300 Trọng tài: Vũ Phúc Hoan |  |

| 13 tháng 3 năm 2021 | Hải Phòng                                         | 0–2                                                                                             | Hà Nội                                                    | Quận Ngô Quyền, Hải Phòng                                            |  |
| 18:00               | - Trưởng đoàn Lê Xuân Hải 34' - Nguyễn Bá Đức 64' | Chi tiết FULL HIGHLIGHTS VTV6, VTV5, TheThaoTV, TheThaoTV HD, On Sports - VTC3, App Next Sports | - Trần Văn Kiên 34' - Đỗ Hùng Dũng 41' - Ngân Văn Đại 72' | Sân vận động: Lạch Tray Lượng khán giả: 5.200 Trọng tài: Ngô Duy Lân |  |

| 14 tháng 3 năm 2021 | Hoàng Anh Gia Lai                                                                                                  | 2–1                                                                      | Topenland Bình Định                               | Pleiku, Gia Lai                                                       |  |
| 17:00               | - Nguyễn Văn Toàn 13' - Washington Brandão 15' - Nguyễn Công Phượng 58' - Lương Xuân Trường 65' - Vũ Văn Thanh 81' | Chi tiết FULL HIGHLIGHTS BĐTV, BĐTVHD, On Sports - VTC3, App Next Sports | - Ahh Byung-keon 35' - Hendrio Araujo Dasilva 66' | Sân vận động: Pleiku Lượng khán giả: 6.000 Trọng tài: Trần Đình Thịnh |  |

| 14 tháng 3 năm 2021 | Than Quảng Ninh                                                                               | 2–0                                                       | Thành phố Hồ Chí Minh                                     | Cẩm Phả, Quảng Ninh                                                  |  |
| 18:00               | - Dương Văn Khoa 22' - Phạm Nguyên Sa 37' - Pereira Diogo Junior 55' - Nguyễn Hải Huy 70' 81' | Chi tiết FULL HIGHLIGHTS VTV5, TheThaoTV, App Next Sports | - De Barros Junior 66' - CBCM Pena Viegas Luis Filipe 77' | Sân vận động: Cẩm Phả Lượng khán giả: 2.500 Trọng tài: Hoàng Ngọc Hà |  |

| 14 tháng 3 năm 2021 | Viettel                                                                                     | 3–1                                                    | Becamex Bình Dương                                                 | Đống Đa, Hà Nội                                                          |  |
| 19:15               | - Quế Ngọc Hải 23' - Pedro Paulo 34' - Jahongir Abdumominov 60' - Caíque Venâncio Lemes 85' | Chi tiết FULL HIGHLIGHTS BĐTV, BĐTVHD, App Next Sports | - Nguyễn Tiến Linh 30' - Nguyễn Trần Việt Cường 40' - Ali Rabo 80' | Sân vận động: Hàng Đẫy Lượng khán giả: 2.000 Trọng tài: Nguyễn Đình Thái |  |

##### Vòng 4
| 18 tháng 3 năm 2021 | Sông Lam Nghệ An                                                   | 1–0                                                    | Than Quảng Ninh                                               | Vinh, Nghệ An                                                    |  |
| 17:00               | - Bruno Henrique 31' 70' - Trần Đình Đồng 40' - Phạm Xuân Mạnh 58' | Chi tiết FULL HIGHLIGHTS BĐTV, BĐTVHD, App Next Sports | - Trần Trung Hiếu 29' - Đoàn Văn Quý 66' - Gustavo Santos 30' | Sân vận động: Vinh Lượng khán giả: 2.000 Trọng tài: Vũ Nguyên Vũ |  |

| 18 tháng 3 năm 2021 | Hà Nội                                                                            | 3–2                                                                            | Đông Á Thanh Hóa                                                  | Đống Đa, Hà Nội                                                          |  |
| 19:15               | - Ngân Văn Đại 4' - Bruno Cantanhede 7', 63' - Moses Oloya 43' - Đỗ Hùng Dũng 88' | Chi tiết FULL HIGHLIGHTS VTV6, BĐTV, BĐTVHD, On Sports - VTC3, App Next Sports | - Gramoz Kurtaj 33' - Hoàng Vũ Samson 36' - Hoàng Đình Tùng 90+1' | Sân vận động: Hàng Đẫy Lượng khán giả: 2.000 Trọng tài: Hoàng Thanh Bình |  |

| 19 tháng 3 năm 2021 | Topenland Bình Định | 1–0                                                    | SHB Đà Nẵng | Quy Nhơn, Bình Định                                                       |  |
| 17:00               | - Hồ Tấn Tài 8' 27' | Chi tiết FULL HIGHLIGHTS BĐTV, BĐTVHD, App Next Sports |             | Sân vận động: Quy Nhơn Lượng khán giả: 10.200 Trọng tài: Nguyễn Ngọc Châu |  |

| 19 tháng 3 năm 2021 | Nam Định                                      | 1–2                                                               | Viettel                                                                                           | Thành phố Nam Định, Nam Định                                                  |  |
| 18:00               | - Oussou Konan Anicet 15' - Phan Văn Hiếu 54' | Chi tiết FULL HIGHLIGHTS TheThaoTV, TheThaoTV HD, App Next Sports | - Jahongir Abdumominov 10' - Pedro Paulo 16' - Nguyễn Trọng Hoàng 48' - Caíque Venâncio Lemes 85' | Sân vận động: Thiên Trường Lượng khán giả: 16.000 Trọng tài: Nguyễn Viết Duẩn |  |

| 19 tháng 3 năm 2021 | Thành phố Hồ Chí Minh | 1–0                                                   | Sài Gòn                                                                                       | Quận 10, Thành phố Hồ Chí Minh                                        |  |
| 19:15               | - Ngô Hoàng Thịnh 51' - CBCM Pena Viegas Luis Filipe 53' - Nguyễn Tăng Tiến 75' - Queiroz De Moraes Joao Paulo 90+2' - Lee Nguyễn 90+9' (ph.đ.) | Chi tiết FULL HIGHLIGHT BĐTV, BĐTVHD, App Next Sports | - Nguyễn Nam Anh 11' - Trần Mạnh Cường 52' - Lý Trung Hiếu 90+4' - Nguyễn Văn Ngọ 90+4' 90+6' | Sân vận động: Thống Nhất Lượng khán giả: 7.000 Trọng tài: Ngô Duy Lân |  |

| 20 tháng 3 năm 2021 | Becamex Bình Dương                          | 0–1                                                    | Hải Phòng | Thủ Dầu Một, Bình Dương                                             |  |
| 17:00               | - Đoàn Tuấn Cảnh 83' - Trần Duy Khánh 90+4' | Chi tiết FULL HIGHLIGHTS BĐTV, BĐTVHD, App Next Sports | - Nguyễn Bá Đức 26' - Diego Olivera Silva 39' - Đặng Quang Huy 77' - Lê Mạnh Dũng 79' - Jermie Dwayne Lynch 86' | Sân vận động: Gò Đậu Lượng khán giả: 3.000 Trọng tài: Hoàng Ngọc Hà |  |

| 20 tháng 3 năm 2021 | Hồng Lĩnh Hà Tĩnh                     | 0–0                                                                                               | Hoàng Anh Gia Lai                               | Thành phố Hà Tĩnh, Hà Tĩnh                                          |  |
| 18:00               | - Nguyễn Văn Vĩ 45' - Đào Văn Nam 72' | Chi tiết FULL HIGHLIGHTS VTV6, VTV5TN, TheThaoTV, TheThaoTV HD, On Sports - VTC3, App Next Sports | - Nguyễn Phong Hồng Duy 64' - Memovic Damir 85' | Sân vận động: Hà Tĩnh Lượng khán giả: 6.500 Trọng tài: Trần Văn Lập |  |

##### Vòng 5
| 23 tháng 3 năm 2021 | SHB Đà Nẵng                                                                                             | 1–2                                                           | Sông Lam Nghệ An                                                                                     | Cẩm Lệ, Đà Nẵng                                                         |  |
| 17:00               | - Rafaelson 5' - Đặng Anh Tuấn 65' - Trợ lý HLV Trần Văn Thọ 90+5' - Trợ lý HLV Nguyễn Việt Thắng 90+5' | Chi tiết HIGHLIGHTS VTV6, VTV5, BĐTV, BĐTVHD, App Next Sports | - Phan Văn Đức 35', 65' 65' - Bùi Đình Châu 62' - Trợ lý HLV Nguyễn Huy Hoàng 62' - Hồ Phúc Tịnh 89' | Sân vận động: Hòa Xuân Lượng khán giả: 5.500 Trọng tài: Nguyễn Mạnh Hải |  |

| 23 tháng 3 năm 2021 | Nam Định                                                                                       | 1–0                                                          | Topenland Bình Định | Thành phố Nam Định, Nam Định                                               |  |
| 18:00               | - Nguyễn Đình Mạnh 32' - Oussou Konan Anicet 50' - Lâm Anh Quang 62' - HLV Nguyễn Văn Sỹ 90+1' | Chi tiết HIGHLIGHTS TheThaoTV, TheThaoTV HD, App Next Sports | - Phạm Văn Nam 50'  | Sân vận động: Thiên Trường Lượng khán giả: 12.000 Trọng tài: Hoàng Ngọc Hà |  |

| 23 tháng 3 năm 2021 | Thành phố Hồ Chí Minh | 0–3                                               | Hà Nội                                                                                            | Quận 10, Thành phố Hồ Chí Minh                                         |  |
| 19:15               | - Ngô Hoàng Thịnh 34' | Chi tiết HIGHLIGHTS BĐTV, BĐTVHD, App Next Sports | - Đỗ Duy Mạnh 35' - Lê Tấn Tài 37' - Nguyễn Văn Quyết 47' - Geovane Magno 57' - Trần Văn Kiên 61' | Sân vận động: Thống Nhất Lượng khán giả: 7.000 Trọng tài: Vũ Nguyên Vũ |  |

| 24 tháng 3 năm 2021 | Becamex Bình Dương             | 1–0                                               | Sài Gòn                                            | Thủ Dầu Một, Bình Dương                                           |  |
| 17:00               | - Tô Văn Vũ 22' - Ali Rabo 81' | Chi tiết HIGHLIGHTS BĐTV, BĐTVHD, App Next Sports | - Phạm Văn Phong 61' - Thiago dos Santos Costa 83' | Sân vận động: Gò Đậu Lượng khán giả: 3.000 Trọng tài: Đỗ Thành Đệ |  |

| 24 tháng 3 năm 2021 | Than Quảng Ninh                                                          | 2–0                                                   | Đông Á Thanh Hóa                 | Cẩm Phả, Quảng Ninh                                                     |  |
| 18:00               | - Phạm Nguyên Sa 55' - Dương Văn Khoa 81' - Eydison Teofilo Soares 90+2' | Chi tiết HIGHLIGHTS TheThaoTinTuc HD, App Next Sports | - Trợ lý HLV Nguyễn Chí Công 77' | Sân vận động: Cẩm Phả Lượng khán giả: 2.000 Trọng tài: Nguyễn Đinh Thái |  |

| 24 tháng 3 năm 2021 | Hồng Lĩnh Hà Tĩnh                                                                      | 1–0                                                          | Hải Phòng            | Thành phố Hà Tĩnh, Hà Tĩnh                                           |  |
| 18:00               | - Phạm Tuấn Hải 55' 73' - Chevaughn Walsh 62' - Phạm Văn Long 89' - Trần Phi Sơn 90+5' | Chi tiết HIGHLIGHTS TheThaoTV, TheThaoTV HD, App Next Sports | - Phạm Mạnh Hùng 54' | Sân vận động: Hà Tĩnh Lượng khán giả: 3.000 Trọng tài: Mai Xuân Hùng |  |

| 24 tháng 3 năm 2021 | Viettel                                         | 0–3                                                                   | Hoàng Anh Gia Lai                                                 | Đống Đa, Hà Nội                                                          |  |
| 19:15               | - Jahongir Abdumominov 30' - Bùi Duy Thường 32' | Chi tiết HIGHLIGHTS VTV6, VTV5, VTV5TN, BĐTV, BĐTVHD, App Next Sports | - Kim Dongsu 26' - Nguyễn Công Phượng 57' - Vũ Văn Thanh 60', 68' | Sân vận động: Hàng Đẫy Lượng khán giả: 3.000 Trọng tài: Nguyễn Viết Duẩn |  |

##### Vòng 6
| 28 tháng 3 năm 2021 | Sông Lam Nghệ An | 0–1                                                    | Viettel | Vinh, Nghệ An                                                       |  |
| 17:00               |                  | Chi tiết FULL HIGHLIGHTS BĐTV, BĐTVHD, App Next Sports | - Bùi Tiến Dũng 31' 69' - Nguyễn Trọng Đại 35' - Bùi Duy Thường 72' - Quế Ngọc Hải 81' - Nguyễn Thanh Bình 90+3' | Sân vận động: Vinh Lượng khán giả: 5.000 Trọng tài: Trần Đình Thịnh |  |

| 28 tháng 3 năm 2021 | Hoàng Anh Gia Lai                                                                             | 3–0                                                                             | Thành phố Hồ Chí Minh | Pleiku, Gia Lai                                                   |  |
| 17:00               | - Nguyễn Công Phượng 35' - Kim Dongsu 52' - Nguyễn Văn Toàn 76' - Trần Minh Vương 82' (ph.đ.) | Chi tiết FULL HIGHLIGHTS VTV6, VTV5TN, TheThaoTV, TheThaoTV HD, App Next Sports |                       | Sân vận động: Pleiku Lượng khán giả: 9.000 Trọng tài: Ngô Duy Lân |  |

| 28 tháng 3 năm 2021 | Hải Phòng     | 0–2                                                                                | Than Quảng Ninh                                          | Quận Ngô Quyền, Hải Phòng                                                      |  |
| 18:00               | - Lâm Quý 39' | Chi tiết FULL HIGHLIGHTS VTV5, TheThaoTinTuc HD, On Sports - VTC3, App Next Sports | - Eydison Teofilo Soares 12', 90+4' - Dương Văn Khoa 41' | Sân vận động: Lạch Tray Lượng khán giả: 5.000 Trọng tài: Nguyễn Trung Kiên (B) |  |

| 28 tháng 3 năm 2021 | Sài Gòn                                | 0–3                                                    | Nam Định                                                                                  | Quận 10, Thành phố Hồ Chí Minh                                             |  |
| 19:15               | - Đỗ Merlo 81' - Nguyễn Công Thành 89' | Chi tiết FULL HIGHLIGHTS BĐTV, BĐTVHD, App Next Sports | - Nguyễn Hoàng Quốc Chí 13' (l.n.) - Oussou Konan Anicet 33' 36' - Mai Xuân Quyết 45' 64' | Sân vận động: Thống Nhất Lượng khán giả: 3.000 Trọng tài: Nguyễn Ngọc Châu |  |

| 29 tháng 3 năm 2021 | Đông Á Thanh Hóa                                                          | 1–3                                                    | SHB Đà Nẵng | Thành phố Thanh Hóa, Thanh Hóa                                        |  |
| 17:00               | - Hoàng Vũ Samson 75' 86' - Vũ Xuân Cường 88' - HLV Ljupko Petrović 90+4' | Chi tiết FULL HIGHLIGHTS BĐTV, BĐTVHD, App Next Sports | - Phan Văn Long 45+2' - Janclesio Almeida Santos 68' - Võ Ngọc Toàn 68' - Hà Đức Chinh 83' - Liễu Quang Vinh 90+5' - Rafaelson 57', 80', 90+5' | Sân vận động: Thanh Hóa Lượng khán giả: 7.000 Trọng tài: Vũ Phúc Hoan |  |

| 29 tháng 3 năm 2021 | Topenland Bình Định     | 0–0                                                               | Becamex Bình Dương                                           | Quy Nhơn, Bình Định                                                   |  |
| 17:00               | - Dương Thanh Hào 90+2' | Chi tiết FULL HIGHLIGHTS TheThaoTV, TheThaoTV HD, App Next Sports | - Pape Omar Faye 14' - Nguyễn Thanh Thảo 60' - Tô Văn Vũ 72' | Sân vận động: Quy Nhơn Lượng khán giả: 18.000 Trọng tài: Vũ Nguyên Vũ |  |

| 29 tháng 3 năm 2021 | Hà Nội                                      | 1–1                                                    | Hồng Lĩnh Hà Tĩnh                        | Đống Đa, Hà Nội                                                          |  |
| 19:15               | - Geovane Magno 90' - Trần Đình Trong 90+2' | Chi tiết FULL HIGHLIGHTS BĐTV, BĐTVHD, App Next Sports | - Phạm Tuấn Hải 6' - Chevaughn Walsh 85' | Sân vận động: Hàng Đẫy Lượng khán giả: 3.000 Trọng tài: Nguyễn Đình Thái |  |

##### Vòng 7
| 2 tháng 4 năm 2021 | SHB Đà Nẵng                                                                       | 2–0                                                    | Hà Nội | Quận Cẩm Lệ, Đà Nẵng                                                 |  |
| 17:00              | - Đặng Anh Tuấn 19' - Võ Ngọc Toàn 47' - Nguyễn Thanh Hải 69' - Bùi Tiến Dụng 82' | Chi tiết FULL HIGHLIGHTS BĐTV, BĐTVHD, App Next Sports | - Bùi Hoàng Việt Anh 45+1' - Moses Oloya 65' - HLV Chu Đình Nghiêm 84' - Đỗ Duy Mạnh 86' - Nguyễn Văn Quyết 87' | Sân vận động: Hòa Xuân Lượng khán giả: 10.000 Trọng tài: Lê Đức Cảnh |  |

| 2 tháng 4 năm 2021 | Hải Phòng                                  | 0–2 | Hoàng Anh Gia Lai                                                                       | Quận Ngô Quyền, Hải Phòng                                                 |  |
| 18:00              | - Nguyễn Thành Đồng 39' - Lê Thế Cường 79' | Chi tiết FULL HIGHLIGHTS VTV6, VTV5, VTV5TN, TheThaoTV, TheThaoTV HD, On Sports - VTC3, App Next Sports | - Nguyễn Văn Toàn 15' - Lương Xuân Trường 41' - Kim Dongsu 64' - Washington Brandão 74' | Sân vận động: Lạch Tray Lượng khán giả: 5.000 Trọng tài: Nguyễn Viết Duẩn |  |

| 2 tháng 4 năm 2021 | Thành phố Hồ Chí Minh | 1–3                                                    | Topenland Bình Định                                                     | Quận 10, Thành phố Hồ Chí Minh                                            |  |
| 19:15              | - Sầm Ngọc Đức 6' - Bùi Văn Đức 51' - Võ Huy Toàn 53' - Queiroz De Moraes Joao Paulo 63' - Nguyễn Xuân Nam 90+2' (ph.đ.) | Chi tiết FULL HIGHLIGHTS BĐTV, BĐTVHD, App Next Sports | - Rimario Allando Gordon 13', 17' 86' - Vũ Hữu Quý 41' - Hồ Tấn Tài 45' | Sân vận động: Thống Nhất Lượng khán giả: 6.000 Trọng tài: Trần Đình Thịnh |  |

| 3 tháng 4 năm 2021 | Than Quảng Ninh                             | 1–0                                                       | Becamex Bình Dương                                                   | Cẩm Phả, Quảng Ninh                                                  |  |
| 18:00              | - Kizito Trung Hiếu 33' - Đoàn Anh Việt 87' | Chi tiết FULL HIGHLIGHTS TheThaoTinTucHD, App Next Sports | - Nguyễn Trung Tín 31' - Victor Mansaray 34' - Nguyễn Thanh Long 47' | Sân vận động: Cẩm Phả Lượng khán giả: 2.000 Trọng tài: Mai Xuân Hùng |  |

| 3 tháng 4 năm 2021 | Hồng Lĩnh Hà Tĩnh                                         | 3–5                                                               | Đông Á Thanh Hóa                                                                          | Thành phố Hà Tĩnh, Hà Tĩnh                                          |  |
| 18:00              | - Chevaughn Walsh 7', 27' (ph.đ.) - Lý Công Hoàng Anh 57' | Chi tiết FULL HIGHLIGHTS TheThaoTV, TheThaoTV HD, App Next Sports | - Gramoz Kurtaj 6' - Lê Quốc Phương 46' - Lê Văn Thắng 69' - Hoàng Đình Tùng 77', 87' 88' | Sân vận động: Hà Tĩnh Lượng khán giả: 3.000 Trọng tài: Trần Văn Lập |  |

| 3 tháng 4 năm 2021 | Viettel                                                                                               | 3–0                                            | Sài Gòn                       | Đống Đa, Hà Nội                                                         |  |
| 19:15              | - Vũ Minh Tuấn 31' 52' - Nguyễn Trọng Hoàng 64' - Nguyễn Công Thành 66' (l.n.) - Nguyễn Hữu Thắng 88' | Chi tiết FULL HIGHLIGHTS BĐTV, App Next Sports | - Thiago dos Santos Costa 55' | Sân vận động: Hàng Đẫy Lượng khán giả: 1.500 Trọng tài: Nguyễn Mạnh Hải |  |

| 4 tháng 4 năm 2021 | Nam Định                                   | 1–0                                                                                  | Sông Lam Nghệ An                                                  | Thành phố Nam Định, Nam Định                                               |  |
| 18:00              | - Mai Xuân Quyết 79' - Lâm Anh Quang 90+3' | Chi tiết FULL HIGHLIGHTS VTV6, VTV5, BĐTV, BĐTVHD, On Sports - VTC3, App Next Sports | - Phan Đình Thắng 25' - Cao Xuân Thắng 33' - Phạm Xuân Mạnh 90+2' | Sân vận động: Thiên Trường Lượng khán giả: 17.000 Trọng tài: Hoàng Ngọc Hà |  |

##### Vòng 8
| 7 tháng 4 năm 2021 | Hồng Lĩnh Hà Tĩnh                                                                     | 1–1                                                       | Topenland Bình Định                                               | Hồng Lĩnh, Hà Tĩnh                                                      |  |
| 18:00              | - Lý Công Hoàng Anh 76' - Dương Quang Tuấn 83' - Đào Nhật Minh 88' - Trần Phi Sơn 90' | Chi tiết FULL HIGHLIGHTS TheThaoTinTucHD, App Next Sports | - Hồ Tấn Tài 34' - Đinh Tiến Thành 30' 53' - Trần Hoàng Sơn 90+4' | Sân vận động: Hà Tĩnh Lượng khán giả: 4.000 Trọng tài: Hoàng Thanh Bình |  |

| 7 tháng 4 năm 2021 | Than Quảng Ninh                                                     | 1–0                                                    | Sài Gòn                       | Cẩm Phả, Quảng Ninh                                                     |  |
| 18:00              | - Diogo Pereira 63' - Gustavo Santos Costa 74' - Nguyễn Hải Huy 86' | Chi tiết FULL HIGHLIGHTS BĐTV, BĐTVHD, App Next Sports | - Thiago dos Santos Costa 34' | Sân vận động: Cẩm Phả Lượng khán giả: 4.000 Trọng tài: Nguyễn Đình Thái |  |

| 7 tháng 4 năm 2021 | Hà Nội                                                         | 0–1                                                                                             | Viettel                                                                                          | Đống Đa, Hà Nội                                                     |  |
| 19:15              | - Đỗ Duy Mạnh 36' - Trương Văn Thái Quý 39' - Phạm Đức Huy 90' | Chi tiết FULL HIGHLIGHTS VTV6, VTV5, TheThaoTV, TheThaoTV HD, On Sports - VTC3, App Next Sports | - Nguyễn Trọng Hoàng 7' - Pedro Paulo 23' - Bùi Duy Thường 82' - Caíque Venâncio Lemes 24' 90+2' | Sân vận động: Hàng Đẫy Lượng khán giả: 5.000 Trọng tài: Ngô Duy Lân |  |

| 8 tháng 4 năm 2021 | Đông Á Thanh Hóa                                                | 3–0                                                               | Hải Phòng            | Thành phố Thanh Hóa, Thanh Hóa                                            |  |
| 17:00              | - Zé Paulo 4' - Phạm Mạnh Hùng 33' (l.n.) - Hoàng Đình Tùng 62' | Chi tiết FULL HIGHLIGHTS TheThaoTV, TheThaoTV HD, App Next Sports | - Phạm Mạnh Hùng 61' | Sân vận động: Thanh Hóa Lượng khán giả: 7.000 Trọng tài: Nguyễn Ngọc Châu |  |

| 8 tháng 4 năm 2021 | Becamex Bình Dương                                                                                     | 4–3                                                    | Nam Định | Thủ Dầu Một, Bình Dương                                           |  |
| 17:00              | - Nguyễn Tiến Linh 20', 59', 77' - Tô Văn Vũ 28' - Đào Tấn Lộc 49' - Ngô Hồng Phước 66' - Ali Rabo 72' | Chi tiết FULL HIGHLIGHTS BĐTV, BĐTVHD, App Next Sports | - Hoàng Xuân Tân 55' - Lâm Anh Quang 55' - Rodrigo da Silva Dias 70' - Oussou Konan Anicet 80' - Trợ lý HLV Bùi Vinh Quang 85' - Wesley 90+5' | Sân vận động: Gò Đậu Lượng khán giả: 4.000 Trọng tài: Đỗ Thành Đệ |  |

| 8 tháng 4 năm 2021 | SHB Đà Nẵng            | 0–2                                                                                             | Hoàng Anh Gia Lai                                                                                  | Cẩm Lệ, Đà Nẵng                                                        |  |
| 17:00              | - Nguyễn Công Nhật 42' | Chi tiết FULL HIGHLIGHTS VTV6, VTV5, VTV5TN, TheThaoTinTucHD, On Sports - VTC3, App Next Sports | - Triệu Việt Hưng 20' - Nguyễn Văn Toàn 47' - Trần Minh Vương 64' - Nguyễn Công Phượng 70' (ph.đ.) | Sân vận động: Hòa Xuân Lượng khán giả: 20.000 Trọng tài: Hoàng Ngọc Hà |  |

| 8 tháng 4 năm 2021 | Thành phố Hồ Chí Minh                                            | 3–0                                                    | Sông Lam Nghệ An                     | Quận 10, Thành phố Hồ Chí Minh                                         |  |
| 19:15              | - Junior Barros 54' - Ngô Tùng Quốc 73' - Lee Nguyễn 89' (ph.đ.) | Chi tiết FULL HIGHLIGHTS BĐTV, BĐTVHD, App Next Sports | - Hồ Sỹ Sâm 5' - Hoàng Văn Khánh 68' | Sân vận động: Thống Nhất Lượng khán giả: 4.000 Trọng tài: Vũ Nguyên Vũ |  |

##### Vòng 9
| 11 tháng 4 năm 2021 | Topenland Bình Định                    | 0–1                                               | Viettel                | Quy Nhơn, Bình Định                                                    |  |
| 17:00               | - Nguyễn Hữu Đinh 32' - Hồ Tấn Tài 88' | Chi tiết HIGHLIGHTS BĐTV, BĐTVHD, App Next Sports | - Nguyễn Hoàng Đức 72' | Sân vận động: Quy Nhơn Lượng khán giả: 20.000 Trọng tài: Mai Xuân Hùng |  |

| 11 tháng 4 năm 2021 | Sài Gòn                            | 1–0                                               | Hồng Lĩnh Hà Tĩnh   | Quận 10, Thành phố Hồ Chí Minh                                          |  |
| 19:15               | - Đỗ Merlo 58' - Huỳnh Tấn Tài 61' | Chi tiết HIGHLIGHTS BĐTV, BĐTVHD, App Next Sports | - Phạm Tuấn Hải 87' | Sân vận động: Thống Nhất Lượng khán giả: 2.000 Trọng tài: Hoàng Ngọc Hà |  |

| 11 tháng 4 năm 2021 | Hà Nội | 4–0                                                  | Than Quảng Ninh                                | Đống Đa, Hà Nội                                                         |  |
| 19:15               | - Ngân Văn Đại 2' - Nguyễn Quang Hải 18' - Lê Văn Xuân 24' - Geovane Magno Candido Silveira 45+2' - Lê Tấn Tài 62' - Đậu Văn Toàn 90' | Chi tiết HIGHLIGHTS VTV5, TheThaoTV, App Next Sports | - Đoàn Anh Việt 22' - Gustavo Santos Costa 57' | Sân vận động: Hàng Đẫy Lượng khán giả: 3.000 Trọng tài: Nguyễn Mạnh Hải |  |

| 12 tháng 4 năm 2021 | Sông Lam Nghệ An        | 2–0                                                  | Becamex Bình Dương                             | Thành phố Vinh, Nghệ An                                         |  |
| 17:00               | - Phan Văn Đức 35', 80' | Chi tiết HIGHLIGHTS TheThaoTinTucHD, App Next Sports | - Trương Dũ Đạt 4' - Nguyễn Thanh Thảo 86' 89' | Sân vận động: Vinh Lượng khán giả: 3.000 Trọng tài: Ngô Duy Lân |  |

| 12 tháng 4 năm 2021 | Hoàng Anh Gia Lai | 4–3                                               | Nam Định | Pleiku, Gia Lai                                                         |  |
| 17:00               | - Nguyễn Công Phượng 7', 90+4' (ph.đ.) - Trần Minh Vương 9' - Nguyễn Hữu Tuấn 21' - Nguyễn Văn Toàn 28' (ph.đ.) - Nguyễn Phong Hồng Duy 42' - Trợ lý HLV Nguyễn Văn Đàn 70' | Chi tiết HIGHLIGHTS BĐTV, BĐTVHD, App Next Sports | - Hoàng Xuân Tân 41' - Rodrigo da Silva Dias 64' (ph.đ.) - Lâm Anh Quang 88' 90+1' - Đoàn Thanh Trường 90+3' | Sân vận động: Gia Lai Lượng khán giả: 10.000 Trọng tài: Trần Đình Thịnh |  |

| 12 tháng 4 năm 2021 | Đông Á Thanh Hóa                                                                       | 1–1                                                               | Thành phố Hồ Chí Minh | Thành phố Thanh Hóa, Thanh Hóa                                            |  |
| 17:00               | - Doãn Ngọc Tân 30' - Gramoz Kurtaj 40' - Lê Phạm Thành Long 54' - Trịnh Văn Lợi 90+6' | Chi tiết HIGHLIGHTS VTV6, VTV5, On Sports - VTC3, App Next Sports | - Nguyễn Trọng Long 40' - De Barros Junior 54' - Sầm Ngọc Đức 66' - Lee Nguyễn 85' - Võ Huy Toàn 90+5' - CBCM Pena Viegas Luis Filipe 90+5' 90+7' (hết trận) - Nguyễn Thanh Thắng 90+7' (hết trận) | Sân vận động: Thanh Hóa Lượng khán giả: 7.000 Trọng tài: Nguyễn Viết Duẩn |  |

| 12 tháng 4 năm 2021 | Hải Phòng                                                     | 0–0                                               | SHB Đà Nẵng                                            | Quận Ngô Quyền, Hải Phòng                                             |  |
| 18:00               | - Lâm Quý 10' - Nguyễn Phú Nguyên 24' - Andre Diego Fagan 80' | Chi tiết HIGHLIGHTS TheThaoTV HD, App Next Sports | - Đỗ Thanh Thịnh 38' - Bùi Tiến Dung 87' - A Hoàng 89' | Sân vận động: Lạch Tray Lượng khán giả: 3.000 Trọng tài: Vũ Nguyên Vũ |  |

##### Vòng 10
| 16 tháng 4 năm 2021 | Viettel                                               | 2–1                                               | Than Quảng Ninh                                                                            | Đống Đa, Hà Nội                                                          |  |
| 19:15               | - Đào Duy Khánh 4' (l.n.) - Caíque Venâncio Lemes 37' | Chi tiết HIGHLIGHTS BĐTV, BĐTVHD, App Next Sports | - Đào Duy Khánh 38' - Trần Trung Hiếu 42' - Eydison Teofilo Soares 48' - Mạc Hồng Quân 90' | Sân vận động: Hàng Đẫy Lượng khán giả: 3.000 Trọng tài: Nguyễn Đình Thái |  |

| 17 tháng 4 năm 2021 | Sông Lam Nghệ An     | 0–2                                                        | Hồng Lĩnh Hà Tĩnh                                                 | Thành phố Vinh, Nghệ An                                           |  |
| 17:00               | - Phạm Xuân Mạnh 77' | Chi tiết HIGHLIGHTS VTV6, VTV5, TheThaoTV, App Next Sports | - Chevaughn Walsh 32' 40' - Đào Văn Nam 88' - Phạm Tuấn Hải 90+2' | Sân vận động: Vinh Lượng khán giả: 3.000 Trọng tài: Hoàng Ngọc Hà |  |

| 17 tháng 4 năm 2021 | Topenland Bình Định | 0–1                                               | Đông Á Thanh Hóa                                          | Quy Nhơn, Bình Định                                                       |  |
| 17:00               | - Đàm Tiến Dũng 63' | Chi tiết HIGHLIGHTS BĐTV, BĐTVHD, App Next Sports | - Lê Quốc Phương 43' - Jose Paulo De Oliveira Pinto 90+2' | Sân vận động: Quy Nhơn Lượng khán giả: 15.000 Trọng tài: Nguyễn Ngọc Châu |  |

| 17 tháng 4 năm 2021 | Sài Gòn                                                      | 0–0                                               | Hải Phòng | Quận 10, Thành phố Hồ Chí Minh                                            |  |
| 19:15               | - Dương Văn Tùng 21' - Huỳnh Tấn Tài 53' - Cao Văn Triền 82' | Chi tiết HIGHLIGHTS BĐTV, BĐTVHD, App Next Sports |           | Sân vận động: Thống Nhất Lượng khán giả: 2.000 Trọng tài: Trần Đình Thịnh |  |

| 18 tháng 4 năm 2021 | Becamex Bình Dương                                                                    | 1–0                                                          | SHB Đà Nẵng                                 | Thủ Dầu Một, Bình Dương                                               |  |
| 17:00               | - Nguyễn Trần Việt Cường 30' - Tô Văn Vũ 45' - Nguyễn Tiến Linh 79' - Tống Anh Tỳ 85' | Chi tiết HIGHLIGHTS TheThaoTV, TheThaoTV HD, App Next Sports | - Phan Văn Long 45' - Trần Đình Hoàng 90+2' | Sân vận động: Gò Đậu Lượng khán giả: 4.000 Trọng tài: Nguyễn Mạnh Hải |  |

| 18 tháng 4 năm 2021 | Hoàng Anh Gia Lai                                              | 1–0                                                                   | Hà Nội                                                              | Pleiku, Gia Lai                                                     |  |
| 17:00               | - Nguyễn Văn Toàn 24' - Lương Xuân Trường 34' - Kim Dongsu 88' | Chi tiết HIGHLIGHTS VTV6, VTV5, VTV5TN, BĐTV, BĐTVHD, App Next Sports | - Trần Văn Kiên 45+1' - Phạm Thành Lương 86' - Bruno Cantanhede 88' | Sân vận động: Pleiku Lượng khán giả: 10.000 Trọng tài: Vũ Nguyên Vũ |  |

| 18 tháng 4 năm 2021 | Nam Định | 3–2                                                  | Thành phố Hồ Chí Minh | Thành phố Nam Định, Nam Định                                             |  |
| 18:00               | - Oussou Konan Anicet 7', 76' - Rodrigo da Silva Dias 67' - Phan Văn Hiếu 33' 90+3' - Hoàng Xuân Tân 90+5' - Đinh Xuân Việt 90+5' - HLV Nguyễn Văn Sỹ 90+5' | Chi tiết HIGHLIGHTS TheThaoTinTucHD, App Next Sports | - Phạm Hoàng Lâm 45' - Lâm Ti Phông 49', 63' - Nguyễn Trọng Long 67' - HLV Alexandre Polking 69' - Sầm Ngọc Đức 81' - Lee Nguyễn 65' 90+4' | Sân vận động: Thiên Trường Lượng khán giả: 20.000 Trọng tài: Ngô Duy Lân |  |

##### Vòng 11
| 27 tháng 4 năm 2021 | Than Quảng Ninh      | 0–1                                                                          | Nam Định | Cẩm Phả, Quảng Ninh                                                  |  |
| 18:00               | - Nghiêm Xuân Tú 31' | Chi tiết HIGHLIGHTS VTV6, VTV5, TheThaoTV, On Sports - VTC3, App Next Sports | - Đinh Văn Trường 32' - Mai Xuân Quyết 37' - Nguyễn Đình Mạnh 39' - Oussou Konan Anicet 76' - CBCM Lê Ngọc Lung 84' | Sân vận động: Cẩm Phả Lượng khán giả: 3.000 Trọng tài: Hoàng Ngọc Hà |  |

| 27 tháng 4 năm 2021 | Hồng Lĩnh Hà Tĩnh                                                                                    | 4–2                                                  | Becamex Bình Dương | Thành phố Hà Tĩnh, Hà Tĩnh                                         |  |
| 18:00               | - Kelly Kester Oahimijie 16' - Phạm Tuấn Hải 42' - Trần Phi Sơn 45+1' - Nguyễn Thanh Long 55' (l.n.) | Chi tiết HIGHLIGHTS TheThaoTinTucHD, App Next Sports | - Nguyễn Anh Tài 23' - Nguyễn Thanh Long 45+1' - Nguyễn Trung Tín 59' - Tống Anh Tỷ 69' - Nguyễn Trọng Huy 69' - Victor Mansaray 82' 90' | Sân vận động: Hà Tĩnh Lượng khán giả: 0 Trọng tài: Trần Đình Thịnh |  |

| 27 tháng 4 năm 2021 | Thành phố Hồ Chí Minh                                                                      | 1–1                                               | Viettel                                                                       | Quận 10, Thành phố Hồ Chí Minh                                         |  |
| 19:15               | - Trần Thanh Bình 32' - Trần Đình Khương 70' - Patrick Leonardo 62' - Nguyễn Tăng Tiến 83' | Chi tiết HIGHLIGHTS BĐTV, BĐTVHD, App Next Sports | - Bruno Matos 17' - Quế Ngọc Hải 30' - Bùi Duy Thường 37' - Trần Ngọc Sơn 79' | Sân vận động: Thống Nhất Lượng khán giả: 3.000 Trọng tài: Vũ Nguyên Vũ |  |

| 28 tháng 4 năm 2021 | Đông Á Thanh Hóa                                                   | 1–2                                                                                     | Hoàng Anh Gia Lai                                                                | Thành phố Thanh Hóa, Thanh Hóa                                       |  |
| 17:00               | - Nguyễn Minh Tùng 29' - Trịnh Định Hùng 65' - Gramoz Kurtaj 90+4' | Chi tiết HIGHLIGHTS VTV6, VTV5, VTV5TN, BĐTV, BĐTVHD, On Sports - VTC3, App Next Sports | - Nguyễn Công Phượng 35' 67' (ph.đ.) - Trần Minh Vương 48' - Nguyễn Tuấn Anh 85' | Sân vận động: Thanh Hóa Lượng khán giả: 0 Trọng tài: Nguyễn Mạnh Hải |  |

| 28 tháng 4 năm 2021 | SHB Đà Nẵng                                           | 1–2                                            | Sài Gòn                                                                              | Cẩm Lệ, Đà Nẵng                                                      |  |
| 17:00               | - Janclesio 80' - Rafaelson 85' 90+3' - Claudecir 89' | Chi tiết HIGHLIGHTS TheThaoTV, App Next Sports | - Nguyễn Công Thành 17' - Lê Cao Hoài An 81' - Đỗ Merlo 49' - Bùi Xuân Quý 59' 90+4' | Sân vận động: Hòa Xuân Lượng khán giả: 3.000 Trọng tài: Vũ Phúc Hoan |  |

| 28 tháng 4 năm 2021 | Hải Phòng                                                                      | 2–0                                                  | Sông Lam Nghệ An | Quận Ngô Quyền, Hải Phòng                                            |  |
| 18:00               | - Lê Quốc Hường 30' - Andre Fagan 49' - Nguyễn Văn Hạnh 77' - Lê Thế Cường 85' | Chi tiết HIGHLIGHTS TheThaoTinTucHD, App Next Sports |                  | Sân vận động: Lạch Tray Lượng khán giả: 3.000 Trọng tài: Ngô Duy Lân |  |

| 28 tháng 4 năm 2021 | Hà Nội                                                                                 | 0–1                                               | Topenland Bình Định                              | Đống Đa, Hà Nội                                                          |  |
| 19:15               | - Trương Văn Quý 30' - Đậu Văn Toàn 68' - Bùi Hoàng Việt Anh 68' - Nguyễn Hồng Sơn 88' | Chi tiết HIGHLIGHTS BĐTV, BĐTVHD, App Next Sports | - Hendrio Araujo Dasilva 23' - Đặng Văn Trâm 60' | Sân vận động: Hàng Đẫy Lượng khán giả: 3.000 Trọng tài: Nguyễn Viết Duẩn |  |

##### Vòng 12
| 2 tháng 5 năm 2021 | Đông Á Thanh Hóa                                         | 1–0                                                       | Sông Lam Nghệ An     | Thành phố Thanh Hóa, Thanh Hóa                                    |  |
| 17:00              | - Trịnh Đình Hùng 44' - Jose Paulo De Oliveira Pinto 57' | Chi tiết FULL HIGHLIGHTS TheThaoTinTucHD, App Next Sports | - Nguyễn Văn Đức 22' | Sân vận động: Thanh Hóa Lượng khán giả: 0 Trọng tài: Vũ Nguyên Vũ |  |

| 2 tháng 5 năm 2021 | Thành phố Hồ Chí Minh                                            | 3–0                                                        | Hải Phòng                                                                               | Quận 10, Thành phố Hồ Chí Minh                                          |  |
| 17:00              | - Lee Nguyễn 17', 90+4' - Sầm Ngọc Đức 31' 62' - Hồ Tuấn Tài 77' | Chi tiết FULL HIGHLIGHTS On Sports - VTC3, App Next Sports | - Phạm Mạnh Hùng 22' - Lê Trung Hiếu 60' - Nguyễn Văn Quang 78' - Nguyễn Hữu Khôi 90+3' | Sân vận động: Thống Nhất Lượng khán giả: 900 Trọng tài: Trần Đình Thịnh |  |

| 2 tháng 5 năm 2021 | Topenland Bình Định  | 1–1                                                    | Than Quảng Ninh                                                        | Quy Nhơn, Bình Định                                                  |  |
| 17:00              | - Nguyễn Xuân Nam 1' | Chi tiết FULL HIGHLIGHTS TheThaoTV HD, App Next Sports | - Đào Duy Khánh 33' - Gustavo Santos Costa 68' - Kizito Trung Hiếu 68' | Sân vận động: Quy Nhơn Lượng khán giả: 0 Trọng tài: Nguyễn Đình Thái |  |

| 2 tháng 5 năm 2021 | Hồng Lĩnh Hà Tĩnh                                                                                            | 3–2                                                 | Nam Định                                                                    | Thành phố Hà Tĩnh, Hà Tĩnh                                     |  |
| 17:00              | - Nguyễn Văn Hiệp 26' - Kelly Oahimijie 38' - Chevaughn Walsh 48' - Ismaheel Akinade 82' - Phạm Tuấn Hải 89' | Chi tiết FULL HIGHLIGHTS TheThaoTV, App Next Sports | - Rodrigo da Silva Dias 2', 90+3' - Đinh Văn Trường 23' - Lâm Anh Quang 43' | Sân vận động: Hà Tĩnh Lượng khán giả: 0 Trọng tài: Ngô Duy Lân |  |

| 2 tháng 5 năm 2021 | Hoàng Anh Gia Lai | 2–2                                                            | Becamex Bình Dương                                                                              | Pleiku, Gia Lai                                                    |  |
| 17:00              | - Washington Brandão Dos Santos 20' - Nguyễn Văn Toàn 36' - Nguyễn Tuấn Anh 45+1' - Nguyễn Công Phượng 80' - Trợ lý HLV Trần Quốc Việt 88' - Vũ Văn Thanh 90+5' | Chi tiết FULL HIGHLIGHTS VTV6, VTV5TN, BĐTVHD, App Next Sports | - Hồ Sỹ Giáp 27' - Nguyễn Trung Tín 45+1' - Nguyễn Anh Tài 49' - Trợ lý HLV Nguyễn Đức Cảnh 71' | Sân vận động: Pleiku Lượng khán giả: 0 Trọng tài: Nguyễn Viết Duẩn |  |

| 2 tháng 5 năm 2021 | SHB Đà Nẵng                                                           | 1–2                                            | Viettel | Cẩm Lệ, Đà Nẵng                                                          |  |
| 17:00              | - Hà Đức Chinh 12' - Claudecir 34' - Trợ lý HLV Nguyễn Việt Thắng 48' | Chi tiết FULL HIGHLIGHTS BĐTV, App Next Sports | - Venancio Caique 25' 45' - Bùi Duy Thường 52' - Trương Văn Thiết 60' - Nguyễn Trọng Đại 89' - Nguyễn Thanh Bình 89' - Hoàng Minh Tâm 90+1' (l.n.) | Sân vận động: Hòa Xuân Lượng khán giả: 1.500 Trọng tài: Hoàng Thanh Bình |  |

| 2 tháng 5 năm 2021 | Hà Nội                                                                 | 3–1                                                               | Sài Gòn               | Đống Đa, Hà Nội                                                  |  |
| 17:00              | - Geovane Magno 3', 66' - Đậu Văn Toàn 60' - Bruno Cunha Catanhede 80' | Chi tiết FULL HIGHLIGHTS VTV5, VTVCab 6 - Hay TV, App Next Sports | - Trần Mạnh Cường 28' | Sân vận động: Hàng Đẫy Lượng khán giả: 0 Trọng tài: Trần Văn Lập |  |

##### Vòng 13
| 12 tháng 2 năm 2022 | Sông Lam Nghệ An | HỦY                                            | Hà Nội | Thành phố Vinh, Nghệ An |  |
| 17:00               |                  | Chi tiết HIGHLIGHTS TheThaoTV, App Next Sports |        | Sân vận động: Vinh      |  |

| 12 tháng 2 năm 2022 | Sài Gòn | HỦY                                          | Đông Á Thanh Hóa | Quận 10, Thành phố Hồ Chí Minh |  |
| 17:00               |         | Chi tiết HIGHLIGHTS Info TV, App Next Sports |                  | Sân vận động: Thống Nhất       |  |

| 12 tháng 2 năm 2022 | Than Quảng Ninh | HỦY                                                       | Hoàng Anh Gia Lai | Cẩm Phả, Quảng Ninh   |  |
| 17:00               |                 | Chi tiết HIGHLIGHTS VTV6, VTV5TN, BĐTVHD, App Next Sports |                   | Sân vận động: Cẩm Phả |  |

| 12 tháng 2 năm 2022 | Hải Phòng | HỦY                                                  | Topenland Bình Định | Quận Ngô Quyền, Hải Phòng |  |
| 17:00               |           | Chi tiết HIGHLIGHTS TheThaoTinTucHD, App Next Sports |                     | Sân vận động: Lạch Tray   |  |

| 12 tháng 2 năm 2022 | Becamex Bình Dương | HỦY                                                              | Thành phố Hồ Chí Minh | Thủ Dầu Một, Bình Dương |  |
| 17:00               |                    | Chi tiết HIGHLIGHTS VTV5, VTVCab 6 - On Sports+, App Next Sports |                       | Sân vận động: Gò Đậu    |  |

| 12 tháng 2 năm 2022 | Nam Định | HỦY                                               | SHB Đà Nẵng | Thành phố Nam Định, Nam Định |  |
| 17:00               |          | Chi tiết HIGHLIGHTS TheThaoTV HD, App Next Sports |             | Sân vận động: Thiên Trường   |  |

### Tóm tắt kết quả
| Nhà \ Khách           | BFC | ĐATH | HNFC | HPFC | HAGL | HLHT | NĐFC | SGFC | SHBĐN | SLNA | TQNFC | HCMC | TBĐFC | VTFC |
| --------------------- | --- | ---- | ---- | ---- | ---- | ---- | ---- | ---- | ----- | ---- | ----- | ---- | ----- | ---- |
| Becamex Bình Dương    |     | 1–0  |      | 0–1  |      |      | 4–3  | 1–0  | 1–0   |      |       | Hủy  |       |      |
| Đông Á Thanh Hóa      |     |      |      | 3–0  | 1–2  |      | 3–0  |      | 1–3   | 1–0  |       | 1–1  |       | 0–0  |
| Hà Nội                | 1–2 | 3–2  |      |      |      | 1–1  |      | 3–1  |       |      | 4–0   |      | 0–1   | 0–1  |
| Hải Phòng             |     |      | 0–2  |      | 0–2  |      | 3–2  |      | 0–0   | 2–0  | 0–2   |      | Hủy   |      |
| Hoàng Anh Gia Lai     | 2–2 |      | 1–0  |      |      |      | 4–3  |      |       | 2–1  |       | 3–0  | 2–1   |      |
| Hồng Lĩnh Hà Tĩnh     | 4–2 | 3–5  |      | 1–0  | 0–0  |      | 3–2  |      |       |      | 1–2   |      | 1–1   |      |
| Nam Định              |     |      | 3–0  |      |      |      |      |      | Hủy   | 1–0  |       | 3–2  | 1–0   | 1–2  |
| Sài Gòn               |     | Hủy  |      | 0–0  | 1–0  | 1–0  | 0–3  |      |       | 1–0  |       |      |       |      |
| SHB Đà Nẵng           |     |      | 2–0  |      | 0–2  | 1–0  |      | 1–2  |       | 1–2  |       | 1–0  |       | 1–2  |
| Sông Lam Nghệ An      | 2–0 |      | Hủy  |      |      | 0–2  |      |      |       |      | 1–0   |      | 1–1   | 0–1  |
| Than Quảng Ninh       | 1–0 | 2–0  |      |      | Hủy  |      | 0–1  | 1–0  | 0–1   |      |       | 2–0  |       |      |
| Thành phố Hồ Chí Minh |     |      | 0–3  | 3–0  |      | 2–0  |      | 1–0  |       | 3–0  |       |      | 1–3   | 1–1  |
| Topenland Bình Định   | 0–0 | 0–1  |      |      |      |      |      | 1–0  | 1–0   |      | 1–1   |      |       | 0–1  |
| Viettel               | 3–1 |      |      | 0–1  | 0–3  | Hủy  |      | 3–0  |       |      | 2–1   |      |       |      |

1. 1 2  Trận đấu được diễn ra trên sân không có khán giả do bùng phát dịch COVID-19 tại Thành phố Hồ Chí Minh và Bắc Giang.
2. 1 2  Trận đấu được diễn ra trên sân không có khán giả do bùng phát dịch COVID-19 tại Hải Dương và Quảng Ninh.

### Tiến trình mùa giải
| Đội ╲ Vòng            | 1 | 2 | 3 | 4 | 5 | 6 | 7 | 8 | 9 | 10 | 11 | 12 | 13  |
| --------------------- | - | - | - | - | - | - | - | - | - | -- | -- | -- | --- |
| Becamex Bình Dương    | W | W | L | L | W | D | L | W | L | W  | L  | D  | Hủy |
| Nam Định              | W | L | L | L | W | W | W | L | L | W  | W  | L  | Hủy |
| Hà Nội                | L | L | W | W | W | D | L | L | W | L  | L  | W  | Hủy |
| Hải Phòng             | W | W | L | W | L | L | L | L | D | D  | W  | L  | Hủy |
| Hoàng Anh Gia Lai     | L | W | W | D | W | W | W | W | W | W  | W  | D  | Hủy |
| Hồng Lĩnh Hà Tĩnh     | L | L | L | D | W | D | L | D | L | W  | W  | W  | Hủy |
| Topenland Bình Định   | D | W | L | W | L | D | W | D | L | L  | W  | D  | Hủy |
| Sài Gòn               | W | L | W | L | L | L | L | L | W | D  | W  | L  | Hủy |
| SHB Đà Nẵng           | W | W | W | L | L | W | W | L | D | L  | L  | L  | Hủy |
| Sông Lam Nghệ An      | D | L | L | W | W | L | L | L | W | L  | L  | L  | Hủy |
| Than Quảng Ninh       | W | L | W | L | W | W | W | W | L | L  | L  | D  | Hủy |
| Đông Á Thanh Hóa      | L | D | W | L | L | L | W | W | D | W  | L  | W  | Hủy |
| Thành phố Hồ Chí Minh | L | W | L | W | L | L | L | W | D | L  | D  | W  | Hủy |
| Viettel               | L | D | W | W | L | W | W | W | W | W  | D  | W  | Hủy |

### Vị trí các đội qua các vòng đấu
Bảng liệt kê vị trí của các đội sau mỗi tuần thi đấu. Để duy trì diễn biến theo trình tự thời gian, bất kỳ trận đấu nào bị hoãn sẽ không được tính vào vòng đấu mà chúng đã được lên lịch ban đầu, nhưng được thêm vào vòng đấu đầy đủ mà chúng được chơi ngay sau đó. Ví dụ: nếu một trận đấu nằm trong khuôn khổ vòng 13, nhưng sau đó bị hoãn và thi đấu trong khoảng thời gian giữa vòng 16 và vòng 17, thì trận đấu sẽ được thêm vào bảng xếp hạng sau vòng 16.
| Đội ╲ Vòng            | 1                  | 2  | 3  | 4  | 5  | 6  | 7  | 8  | 9  | 10 | 11 | 12 | 13  |     |
| --------------------- | ------------------ | -- | -- | -- | -- | -- | -- | -- | -- | -- | -- | -- | --- | --- |
| Đội ╲ Vòng            | Becamex Bình Dương | 4  | 2  | 5  | 10 | 6  | 6  | 8  | 5  | 6  | 5  | 6  | 6   | Hủy |
| Nam Định              | 1                  | 5  | 10 | 13 | 10 | 7  | 5  | 6  | 7  | 6  | 3  | 4  | Hủy |     |
| Hà Nội                | 14                 | 14 | 12 | 9  | 3  | 4  | 7  | 9  | 5  | 8  | 10 | 7  | Hủy |     |
| Hải Phòng             | 3                  | 1  | 6  | 2  | 5  | 8  | 9  | 11 | 12 | 10 | 9  | 12 | Hủy |     |
| Hoàng Anh Gia Lai     | 10                 | 8  | 3  | 4  | 1  | 1  | 1  | 1  | 1  | 1  | 1  | 1  | Hủy |     |
| Hồng Lĩnh Hà Tĩnh     | 9                  | 13 | 14 | 14 | 14 | 13 | 14 | 13 | 14 | 14 | 12 | 10 | Hủy |     |
| Topenland Bình Định   | 7                  | 4  | 9  | 5  | 8  | 9  | 6  | 7  | 8  | 9  | 7  | 8  | Hủy |     |
| Sài Gòn               | 6                  | 9  | 4  | 7  | 11 | 11 | 12 | 14 | 13 | 13 | 11 | 13 | Hủy |     |
| SHB Đà Nẵng           | 5                  | 3  | 1  | 1  | 4  | 3  | 3  | 4  | 4  | 4  | 5  | 9  | Hủy |     |
| Sông Lam Nghệ An      | 8                  | 10 | 13 | 12 | 7  | 10 | 11 | 12 | 10 | 11 | 14 | 14 | Hủy |     |
| Than Quảng Ninh       | 2                  | 7  | 2  | 6  | 2  | 2  | 2  | 2  | 3  | 3  | 4  | 3  | Hủy |     |
| Đông Á Thanh Hóa      | 13                 | 12 | 7  | 11 | 13 | 14 | 10 | 8  | 9  | 7  | 8  | 5  | Hủy |     |
| Thành phố Hồ Chí Minh | 11                 | 6  | 11 | 8  | 12 | 12 | 13 | 10 | 11 | 12 | 13 | 11 | Hủy |     |
| Viettel               | 12                 | 11 | 8  | 3  | 9  | 5  | 4  | 3  | 2  | 2  | 2  | 2  | Hủy |     |

## Thống kê mùa giải

### Theo câu lạc bộ
Tính đến 2 tháng 5 năm 2021
| Xếp hạng                     | Câu lạc bộ                                                                | Số lượng |
| ---------------------------- | ------------------------------------------------------------------------- | -------- |
| CLB thắng nhiều nhất         | Hoàng Anh Gia Lai                                                         | 10       |
| CLB thắng ít nhất            | Sông Lam Nghệ An                                                          | 3        |
| CLB hoà nhiều nhất           | Topenland Bình Định                                                       | 4        |
| CLB hoà ít nhất              | Nam Định                                                                  | 0        |
| CLB thua nhiều nhất          | Sài Gòn                                                                   | 7        |
| CLB thua ít nhất             | Hoàng Anh Gia Lai                                                         | 1        |
| Chuỗi thắng dài nhất         | Hoàng Anh Gia Lai                                                         | 9        |
| Chuỗi bất bại dài nhất       | Hoàng Anh Gia Lai                                                         | 11       |
| Chuỗi không thắng dài nhất   | Hải Phòng                                                                 | 6        |
| Chuỗi thua dài nhất          | Sài Gòn                                                                   | 5        |
| CLB ghi nhiều bàn thắng nhất | Hoàng Anh Gia Lai Nam Định                                                | 23       |
| CLB ghi ít bàn thắng nhất    | Sài Gòn                                                                   | 6        |
| CLB lọt lưới nhiều nhất      | Nam Định                                                                  | 21       |
| CLB lọt lưới ít nhất         | Hoàng Anh Gia Lai Viettel Topenland Bình Định                             | 9        |
| CLB nhận thẻ vàng nhiều nhất | Becamex Bình Dương                                                        | 33       |
| CLB nhận thẻ vàng ít nhất    | Đông Á Thanh Hóa                                                          | 12       |
| CLB nhận thẻ đỏ nhiều nhất   | Nam Định Hồng Lĩnh Hà Tĩnh Thành phố Hồ Chí Minh Sài Gòn Sông Lam Nghệ An | 2        |
| CLB nhận thẻ đỏ ít nhất      | Hoàng Anh Gia Lai Than Quảng Ninh Đông Á Thanh Hóa SHB Đà Nẵng Hải Phòng  | 0        |

### Theo cầu thủ

#### Cầu thủ ghi bàn hàng đầu
Dưới đây là danh sách cầu thủ ghi bàn hàng đầu của giải đấu. Do giải thi đấu theo thể thức với số trận khác nhau nên không trao danh hiệu Vua phá lưới.
Tính đến 2 tháng 5 năm 2021
Nguồn VPF
| Xếp hạng | Cầu thủ                | Câu lạc bộ            | Số bàn thắng |
| -------- | ---------------------- | --------------------- | ------------ |
| 1        | Oussou Konan Anicet    | Nam Định              | 7            |
| 1        | Nguyễn Văn Toàn        | Hoàng Anh Gia Lai     | 7            |
| 1        | Rodrigo da Silva Dias  | Nam Định              | 7            |
| 4        | Eydison Teofilo Soares | Than Quảng Ninh       | 6            |
| 4        | Nguyễn Tiến Linh       | Becamex Bình Dương    | 6            |
| 4        | Rafaelson              | SHB Đà Nẵng           | 6            |
| 4        | Nguyễn Công Phượng     | Hoàng Anh Gia Lai     | 6            |
| 4        | Geovane Magno          | Hà Nội                | 6            |
| 9        | Phan Văn Đức           | Sông Lam Nghệ An      | 5            |
| 9        | Lee Nguyễn             | Thành phố Hồ Chí Minh | 5            |

#### Ghi hat-trick
Tính đến 18 tháng 4 năm 2021
| Cầu thủ          | Câu lạc bộ         | Đối thủ          | Kết quả | Ngày                |
| ---------------- | ------------------ | ---------------- | ------- | ------------------- |
| Rafaelson        | SHB Đà Nẵng        | Đông Á Thanh Hóa | 3–1 (A) | 29 tháng 3 năm 2021 |
| Nguyễn Tiến Linh | Becamex Bình Dương | Nam Định         | 4–3 (H) | 8 tháng 4 năm 2021  |

- Ghi chú: (H) – Sân nhà; (A) – Sân khách

#### Số trận giữ sạch lưới
Tính đến ngày 22 tháng 1 năm 2021
| Xếp hạng | Thủ môn              | Câu lạc bộ          | Số trận giữ sạch lưới |
| -------- | -------------------- | ------------------- | --------------------- |
| 1        | Huỳnh Tuấn Linh      | Hoàng Anh Gia Lai   | 3                     |
| 1        | Nguyễn Hoài Anh      | Than Quảng Ninh     | 3                     |
| 1        | Nguyễn Tuấn Mạnh     | SHB Đà Nẵng         | 3                     |
| 1        | Trần Đình Minh Hoàng | Topenland Bình Định | 3                     |
| 1        | Trần Đức Cường       | Becamex Bình Dương  | 3                     |
| 6        | 8 cầu thủ            | 8 cầu thủ           | 2                     |

## Tổng số khán giả
| Câu lạc bộ            | Tổng số trận | Vòng 1 | Vòng 2 | Vòng 3 | Vòng 4 | Vòng 5 | Vòng 6 | Vòng 7 | Vòng 8 | Vòng 9 | Vòng 10 | Vòng 11 | Vòng 12 | Tổng cộng | Trung bình |
| --------------------- | ------------ | ------ | ------ | ------ | ------ | ------ | ------ | ------ | ------ | ------ | ------- | ------- | ------- | --------- | ---------- |
| Becamex Bình Dương    | 5            | 7.000  |        |        | 3.000  | 3.000  |        |        | 4.000  |        | 4.000   |         |         | 21.000    | 4.200      |
| Hà Nội                | 7            |        | 4.500  |        | 2.000  |        | 3.000  |        | 5.000  | 3.000  |         | 2.000   | 0       | 24.500    | 3.500      |
| Hải Phòng             | 6            |        | 6.000  | 5.200  |        |        | 5.000  | 5.000  |        | 4.000  |         | 3.000   |         | 27.200    | 4.533      |
| Hoàng Anh Gia Lai     | 6            |        | 10.000 | 6.000  |        |        | 9.000  |        |        | 10.000 | 10.000  |         | 0       | 45.000    | 7.500      |
| Thành phố Hồ Chí Minh | 7            |        | 6.000  |        | 5.000  | 7.000  |        | 6.000  | 3.000  |        |         | 3.000   | 1.500   | 31.500    | 4.500      |
| Nam Định              | 5            | 16.000 |        |        | 16.000 | 12.000 |        | 18.000 |        |        | 20.000  |         |         | 82.000    | 16.400     |
| Topenland Bình Định   | 6            |        | 3.000  |        | 10.200 |        | 18.000 |        |        | 20.000 | 15.000  |         | 0       | 66.200    | 11.033     |
| SHB Đà Nẵng           | 7            | 12.000 |        | 2.300  |        | 5.500  |        | 10.000 | 20.000 |        |         | 3.000   | 900     | 53.700    | 7.671      |
| Sông Lam Nghệ An      | 5            | 3.500  |        |        | 2.000  |        | 5.000  |        |        | 3.000  | 3.000   |         |         | 16.500    | 3.300      |
| Hồng Lĩnh Hà Tĩnh     | 7            | 3.500  |        |        | 7.000  | 4.000  |        | 4.500  | 4.500  |        |         | 0       | 0       | 22.500    | 3.214      |
| Sài Gòn               | 5            | 14.500 |        | 0      |        |        | 3.000  |        |        | 2.000  | 2.000   |         |         | 26.500    | 5.300      |
| Đông Á Thanh Hóa      | 7            |        | 10.000 | 0      |        |        | 7.000  |        | 7.000  | 6.000  |         | 0       | 0       | 37.000    | 5.285      |
| Than Quảng Ninh       | 6            |        | 5.000  | 2.500  |        | 5.000  |        | 4.000  | 4.000  |        |         | 3.000   |         | 23.500    | 3.916      |
| Viettel               | 5            | 4.500  |        | 2.000  |        | 3.000  |        | 1.500  |        |        | 2.000   |         |         | 13.000    | 2.600      |
| Tổng cộng             | 84           | 63.000 | 44.500 | 18.000 | 36.200 | 39.500 | 53.000 | 43.000 | 50.500 | 48.000 | 54.000  | 14.000  | 2.400   | 466.600   | 38.883     |
| Trung bình            | 6            | 9.000  | 4.944  | 2.571  | 6.028  | 5.642  | 7.571  | 6.142  | 7.214  | 6.857  | 7.714   | 2.000   | 342     | 66.025    | 5.554      |

1. ↑  Không tính hai trận đấu không có khán giả ở sân Thanh Hoá và sân Thống Nhất, số khán giả trung bình một trận ở vòng 3 giai đoạn 1 là 3.600.
2. ↑  Không tính hai trận đấu không có khán giả ở sân Thanh Hoá và sân Hà Tĩnh, số khán giả trung bình một trận ở vòng 11 giai đoạn 1 là 2.800.
3. ↑  Chỉ tính hai trận đấu có khán giả ở sân Hoà Xuân và sân Thống Nhất, số khán giả trung bình một trận ở vòng 12 giai đoạn 1 là 1.200.

## Các giải thưởng

### Giải thưởng tháng
| Tháng     | CLB xuất sắc nhất tháng | HLV xuất sắc nhất tháng                | Cầu thủ xuất sắc nhất tháng         | Bàn thắng đẹp nhất tháng              | Ghi chú |
| --------- | ----------------------- | -------------------------------------- | ----------------------------------- | ------------------------------------- | ------- |
| Tháng 1+3 | Hoàng Anh Gia Lai       | Kiatisuk Senamuang (Hoàng Anh Gia Lai) | Nguyễn Văn Toàn (Hoàng Anh Gia Lai) | Phan Văn Đức (Sông Lam Nghệ An)       | [ 24 ]  |
| Tháng 4   | Hoàng Anh Gia Lai       | Kiatisuk Senamuang (Hoàng Anh Gia Lai) | Nguyễn Văn Toàn (Hoàng Anh Gia Lai) | Lương Xuân Trường (Hoàng Anh Gia Lai) | [ 25 ]  |

## Các sự việc liên quan

### Sân đấu
Chất lượng mặt sân thi đấu trong hai vòng đầu tiên khiến dư luận bức xúc như sân Lạch Tray, sân Thiên Trường, sân Vinh và sân Thanh Hóa.

### Liên quan đến trọng tài
Ở trận đấu thuộc vòng 3 diễn ra vào ngày 13 tháng 3 năm 2021, Hồng Lĩnh Hà Tĩnh thất bại với tỷ số 0-1 trên sân của SHB Đà Nẵng và sau trận đấu, HLV Phạm Minh Đức cay đắng thốt lên: "Trọng tài Hoan bắt quá kém, phải đi học thêm". Ông Đức cũng chỉ ra rằng: "Trọng tài này dính nhiều phốt lắm rồi". Thực tế, trong hai mùa giải 2019, 2020, khi được tin tưởng giao nhiệm vụ, trọng tài Vũ Phúc Hoan từng nhiều lần dậy sóng bằng những quyết định sai lầm, cả ở cương vị trọng tài chính lẫn trọng tài bàn.

### Bạo lực sân cỏ
Trong trận đấu thuộc vòng 5 giữa Thành phố Hồ Chí Minh và Hà Nội, Ngô Hoàng Thịnh đã có hành vi vào bóng bằng cả hai chân với Đỗ Hùng Dũng bên phía đối thủ, khiến Hùng Dũng bị gãy chân và vắng mặt đến hết mùa giải. Vào ngày 24 tháng 3 năm 2021, Ban kỷ luật VFF đã xử phạt 40.000.000 đồng đối với Hoàng Thịnh và cấm thi đấu cầu thủ này đến hết năm 2021. Sau sự việc, VFF tăng cường xử lý các hành vi bạo lực kể từ vòng 6.
Ban kỷ luật VFF cũng đã xử lý các cầu thủ Nguyễn Văn Quyết, Bùi Hoàng Việt Anh, Hoàng Vũ Samson, Đồng Văn Trung, Phan Thế Hưng.